# Biserica de lemn din Culpiu

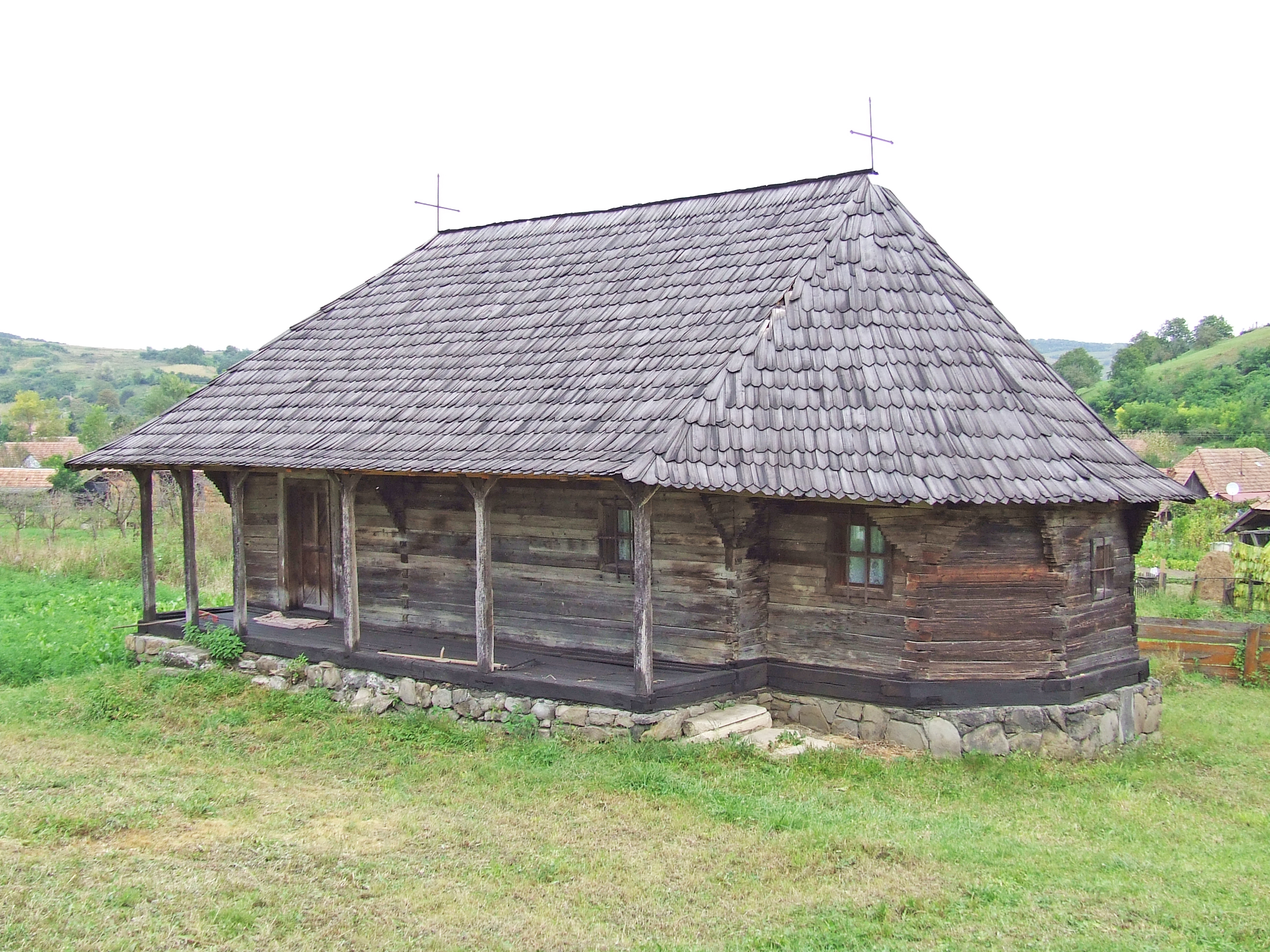
Biserica de lemn „Sfinții Arhangheli” din Culpiu, comuna Ceuaşu de Câmpie, județul Mureș, foto: septembrie 2010

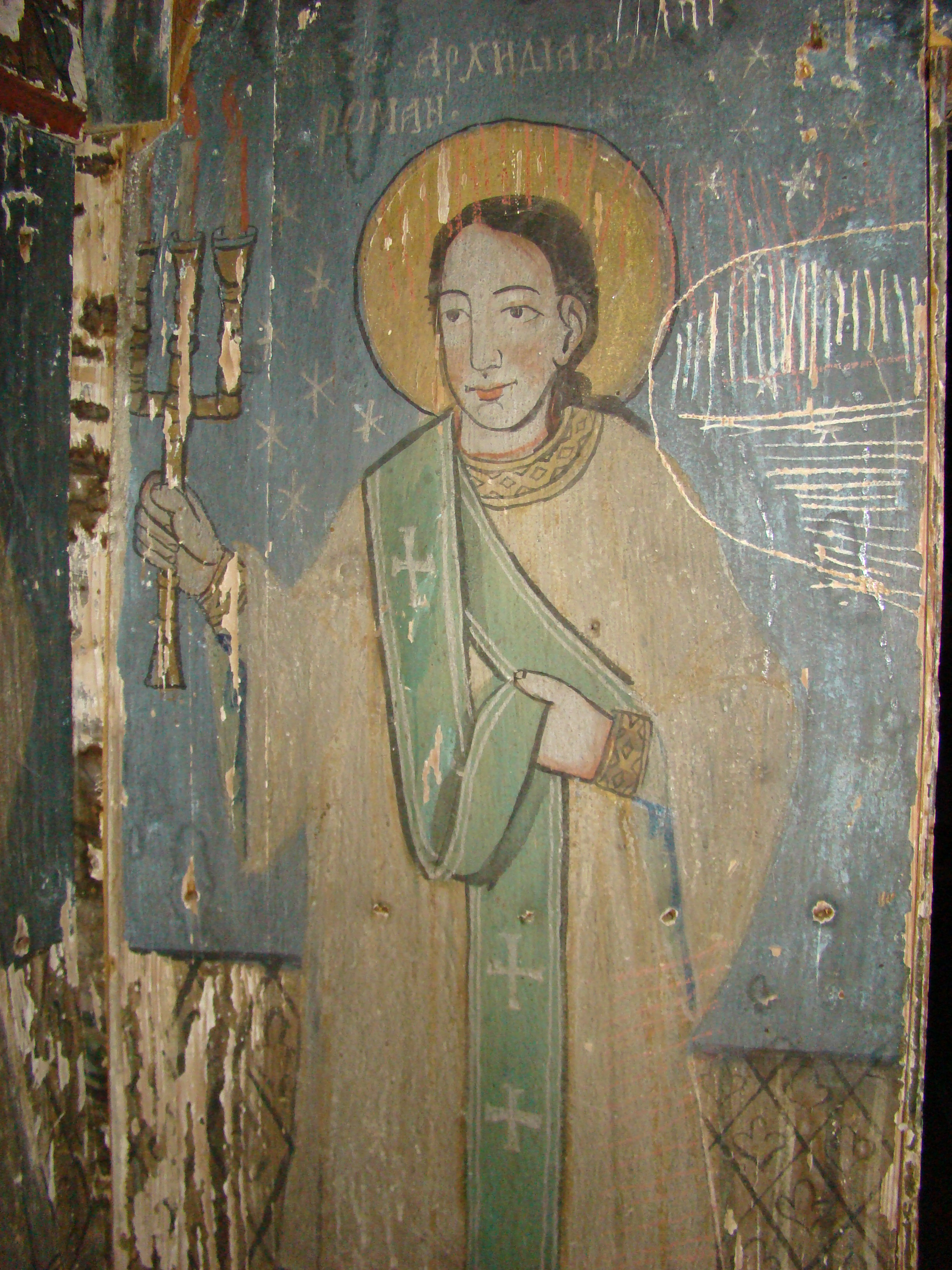
Pictura interioară (detaliu)

Biserica de lemn din Culpiu, comuna Ceuașu de Câmpie, județul Mureș a fost ridicată în secolul al XIX-lea (1815) . Are hramul „Sfinții Arhangheli” (8 noiembrie). Biserica se află pe lista monumentelor istorice, cod LMI MS-II-a-B-15645.

## Istoric și trăsături
Conform tradiției locale, biserica a fost construită în Maramureș, de unde a fost adusă mai întâi într-un alt sat mureșean Ulieș, care aparține de comuna învecinată Râciu. Din Ulieș a fost strămutată în Culpiu, fiind așezată inițial pe deal. O viitură puternică a dărâmat-o în timpul inundațiilor catastrofale din 1970. Localnicii au reasamblat biserica într-un loc mai ferit, în centrul satului. Datorită stării extrem de proaste a acoperișului, în ultimii ani apa pătrundea nestingherită în biserică, fapt ce a dus la deteriorarea icoanelor și a valoroasei picturi murale. Acoperișul a fost refăcut până la urmă în anul 2008, doar datorită eforturilor preotului paroh Daniel Hancu care s-a zbătut să obțină aprobările și fondurile necesare. În biserică nu se mai slujește de mult timp, ea necesită și reparații interioare, curent electric nu există, iar obiectele de cult au fost mutate în vechea casă parohială din vecinătate, în care se țin din când în când serviciile religioase pentru mica comunitate de români dintr-o localitate cu o populație predominant maghiară.

## Imagini din exterior

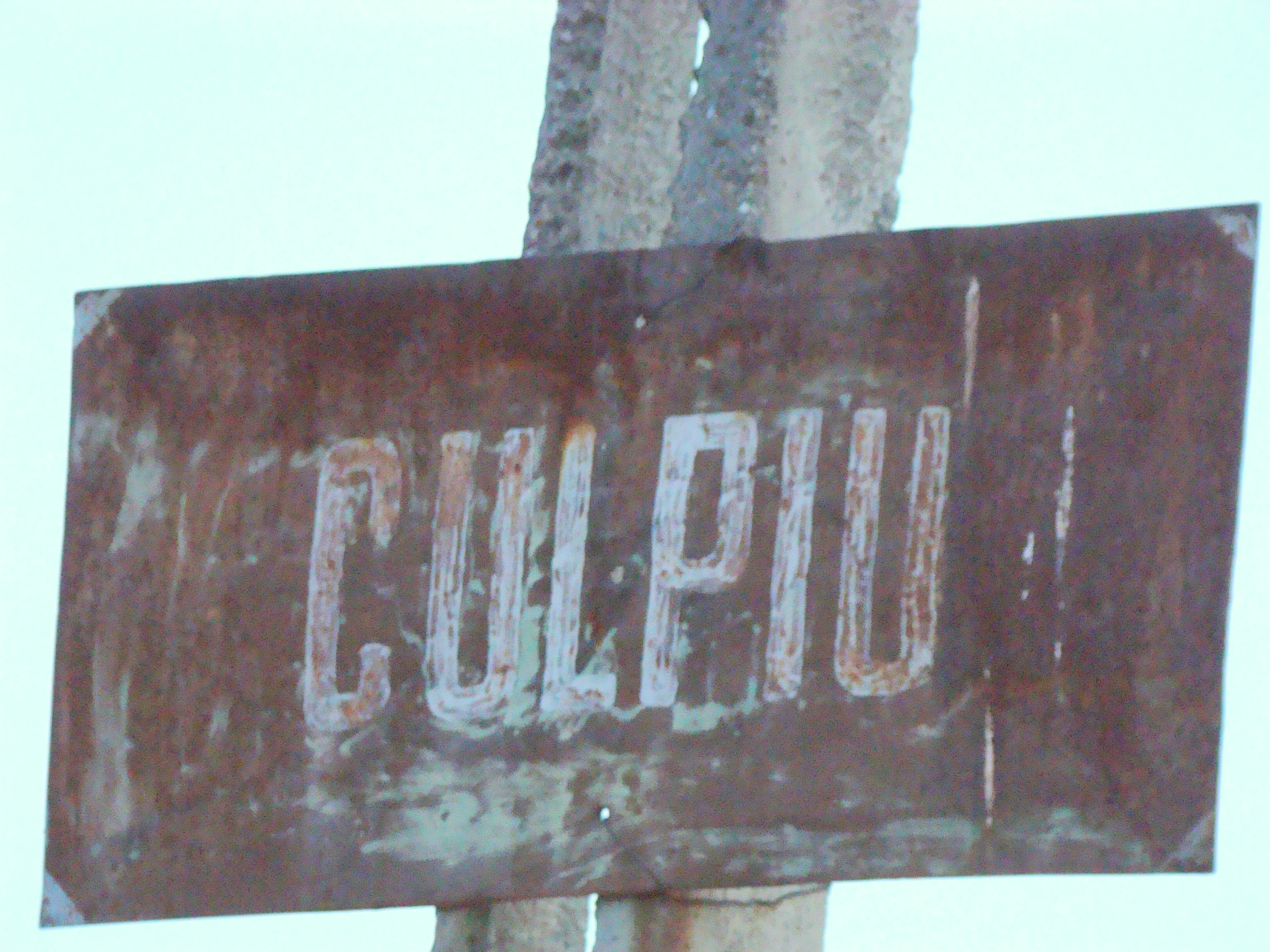
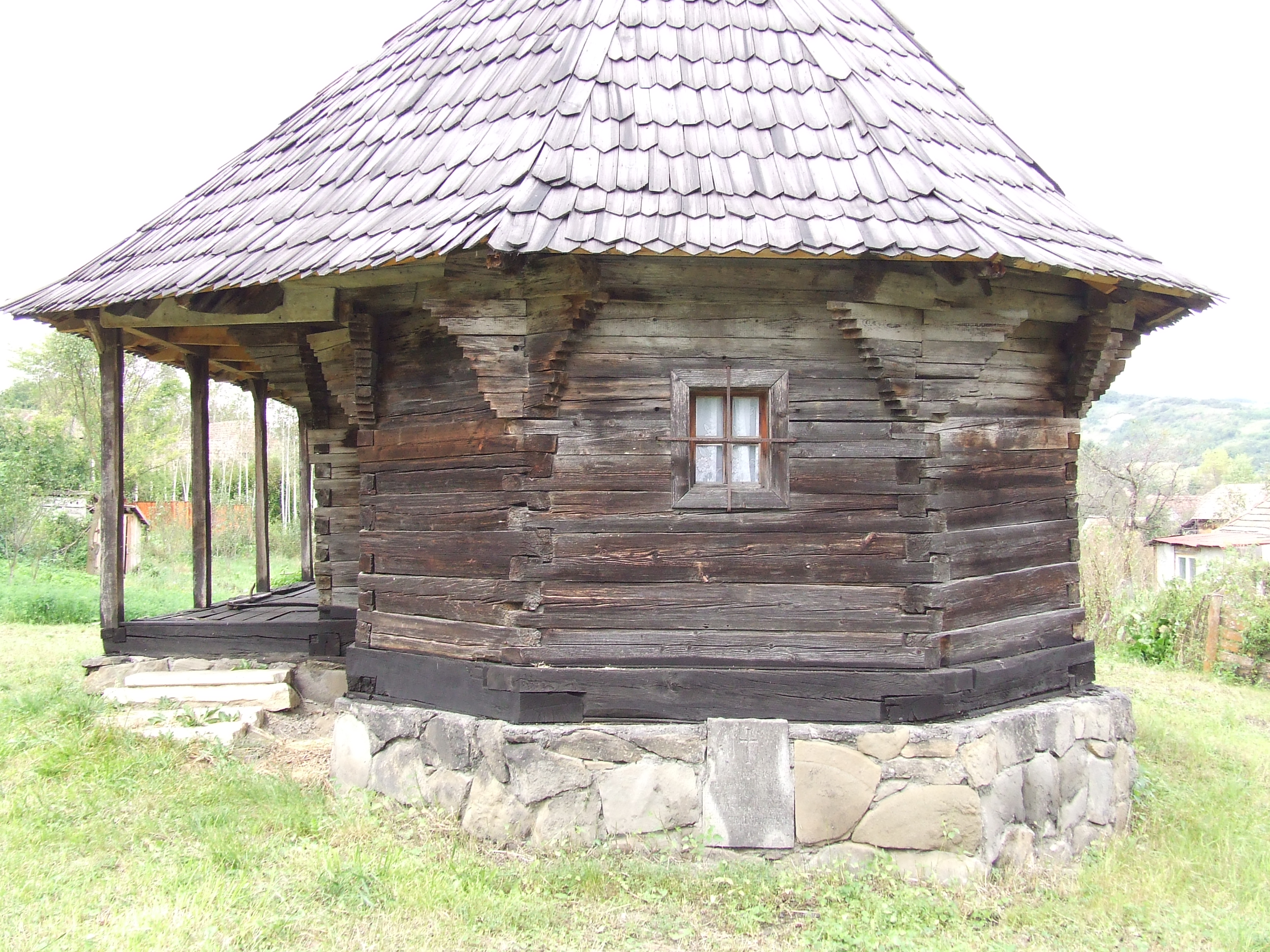
Absida altarului
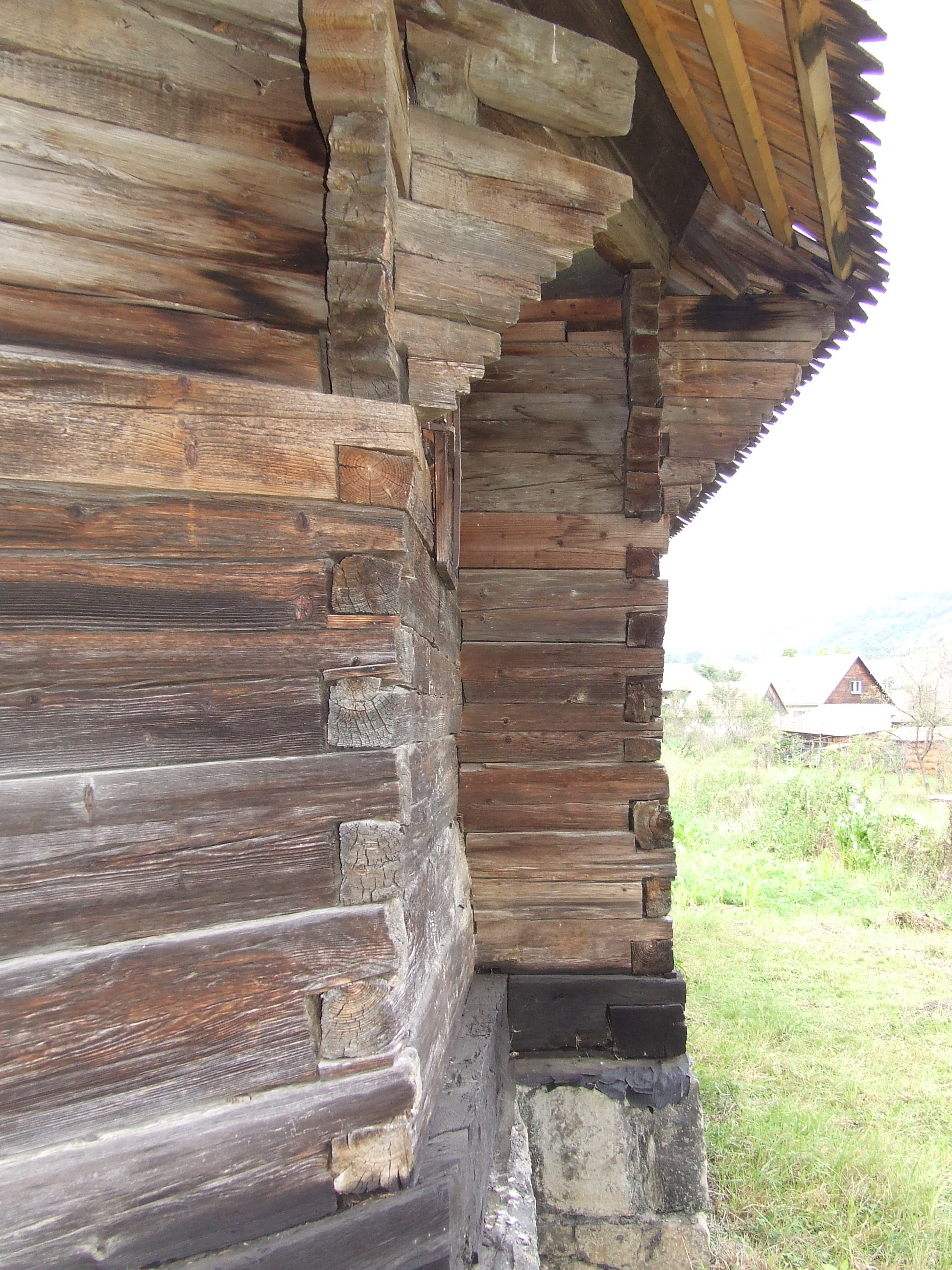
Îmbinare
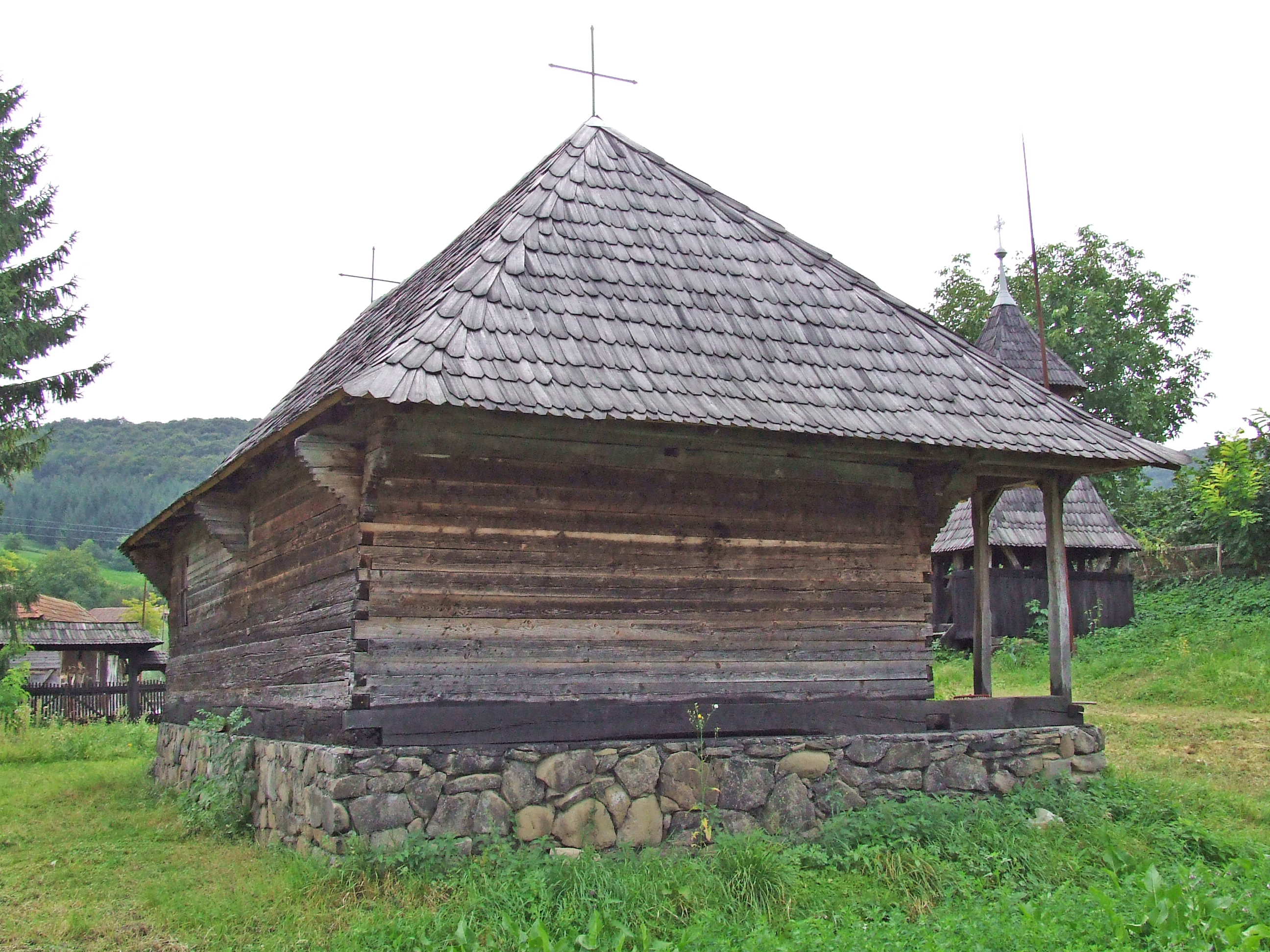
Vedere de ansamblu din nord-vest
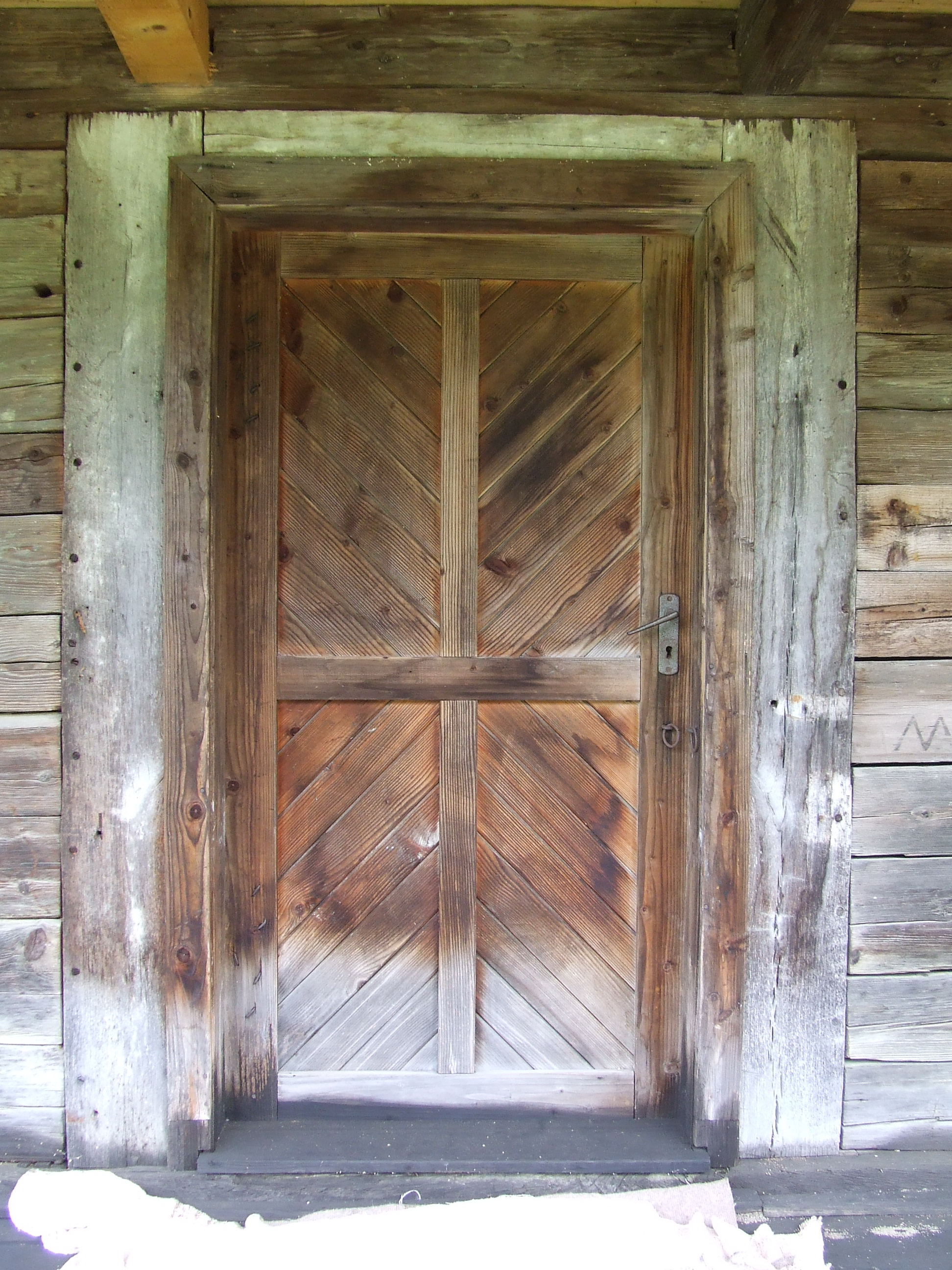
Intrarea în biserică
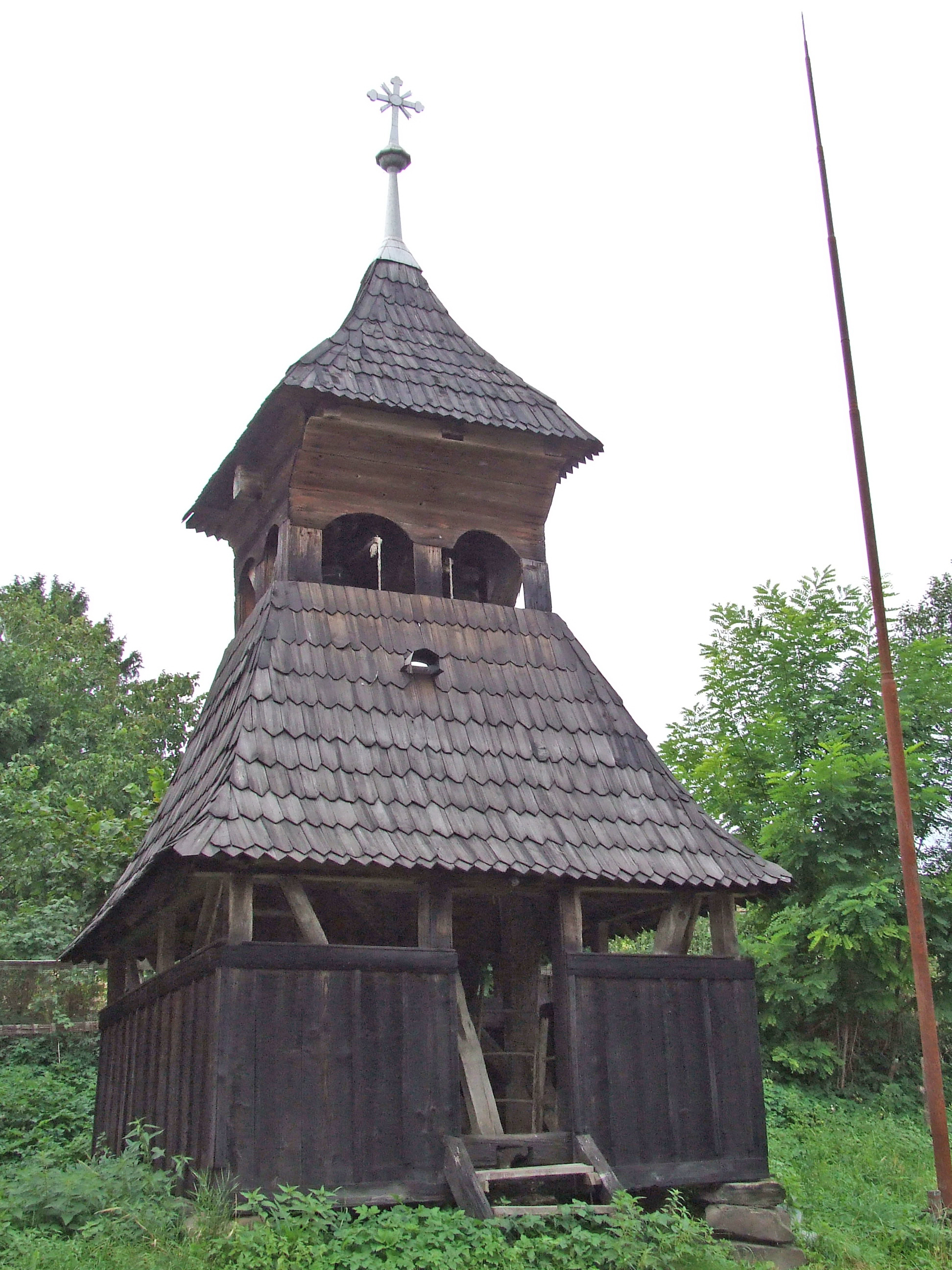
Clopotniţa
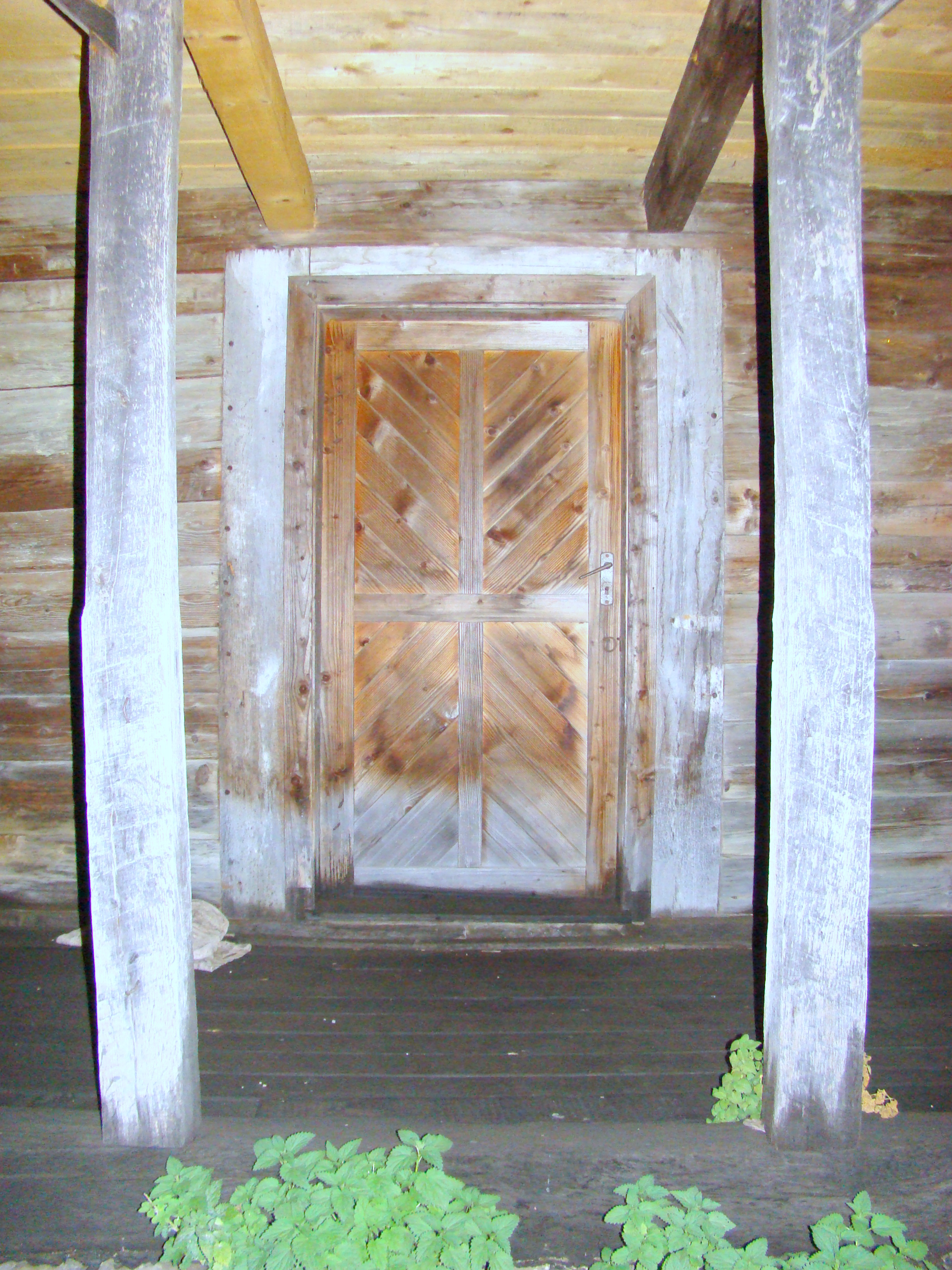
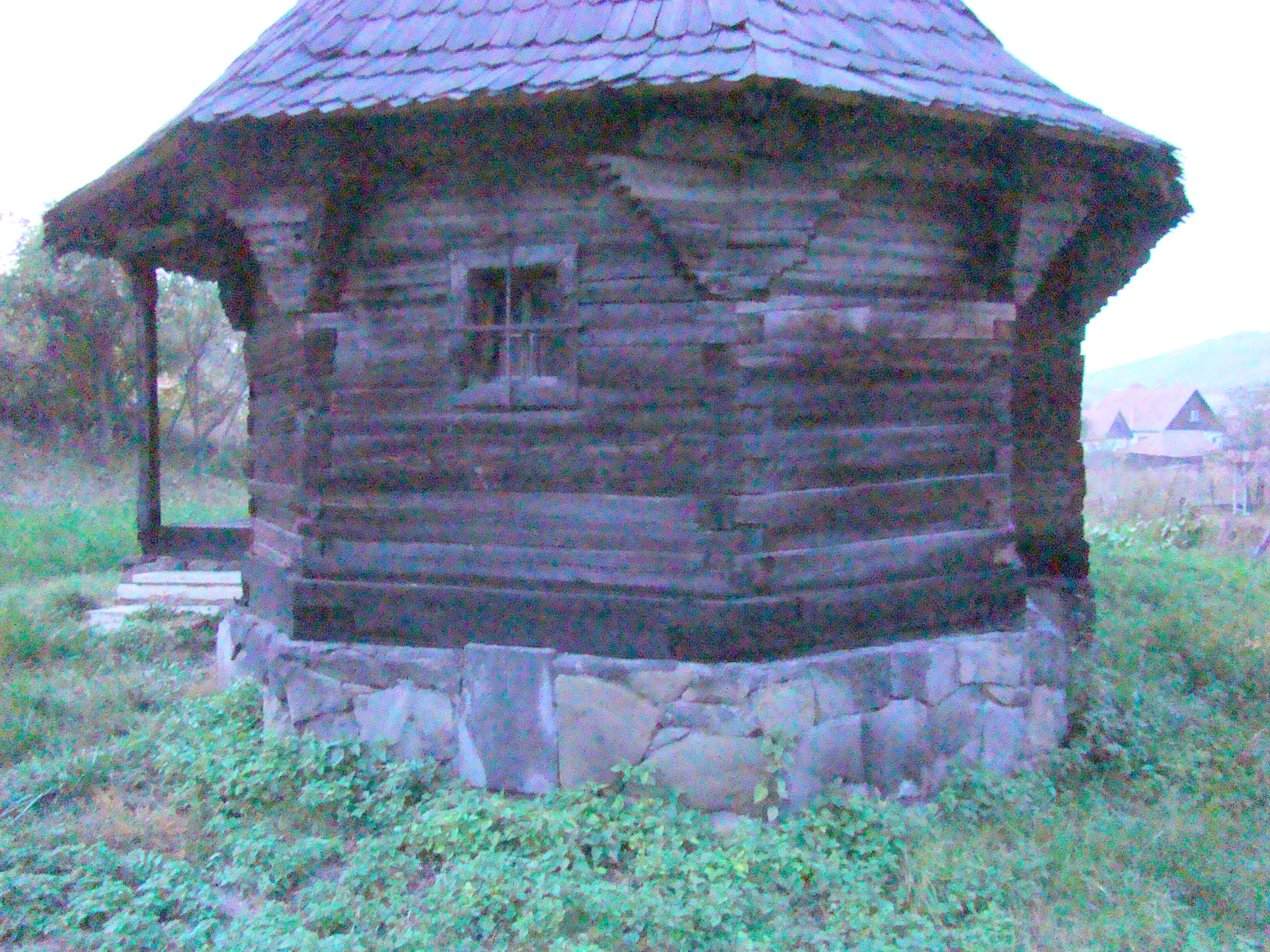
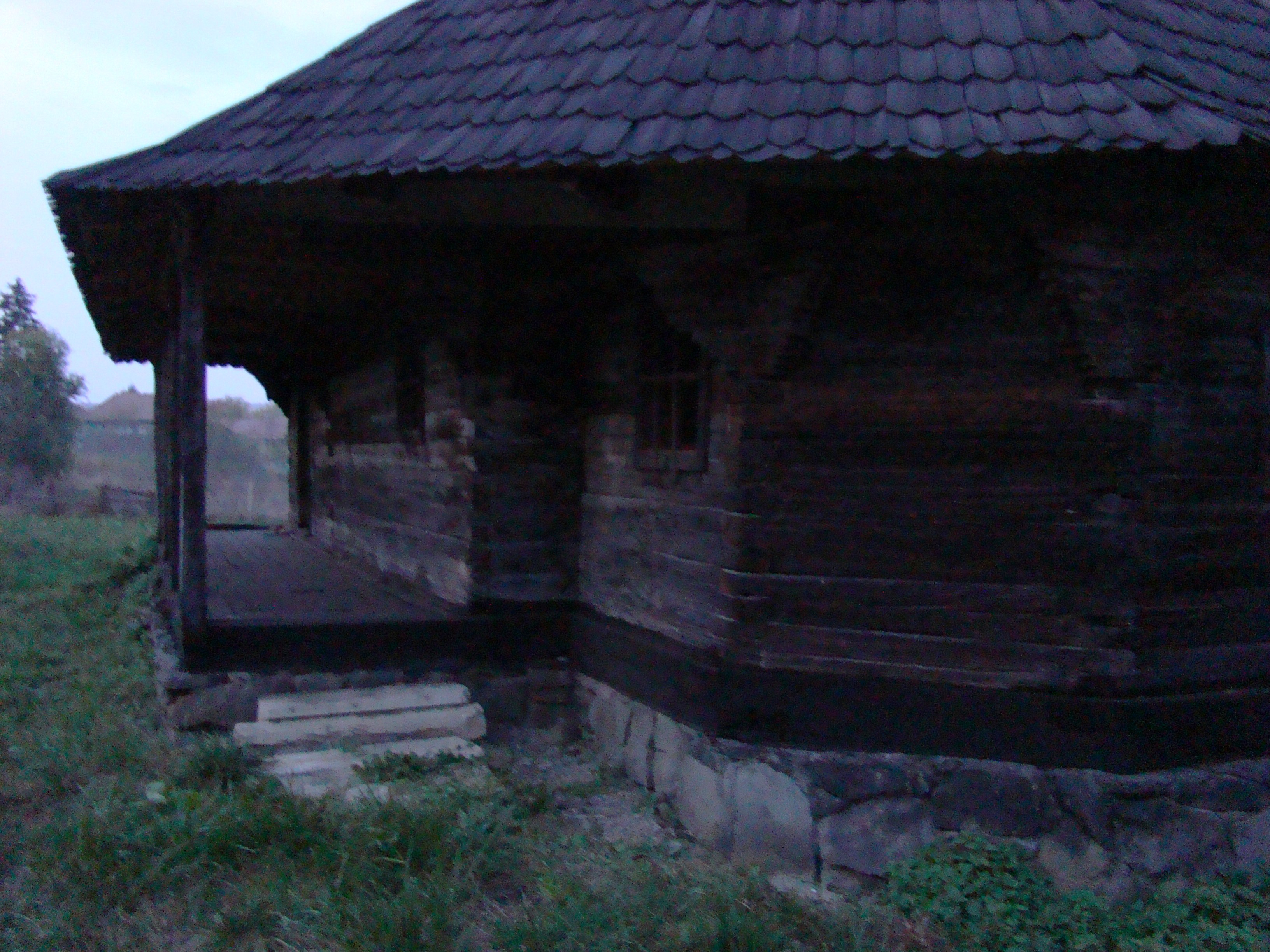
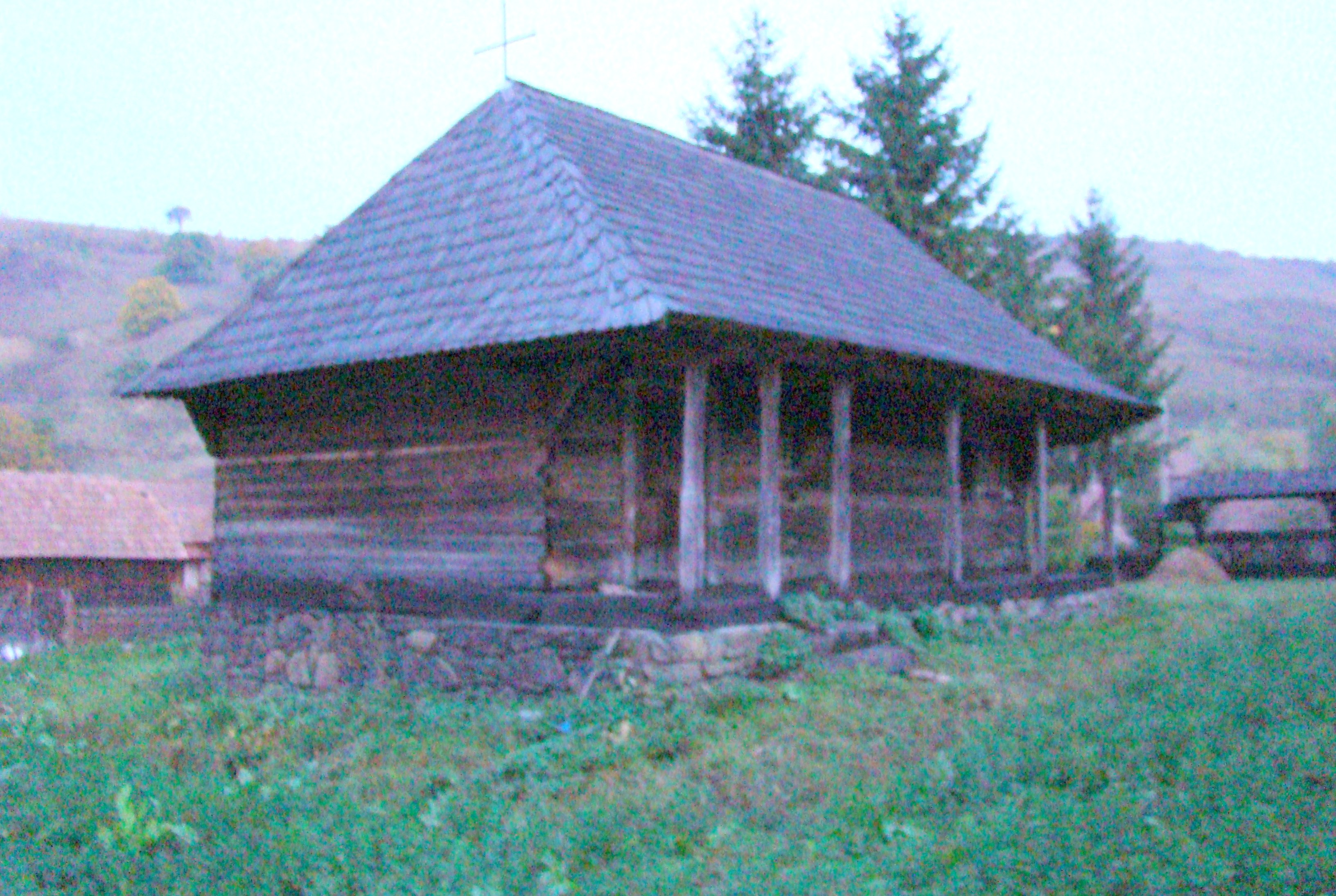
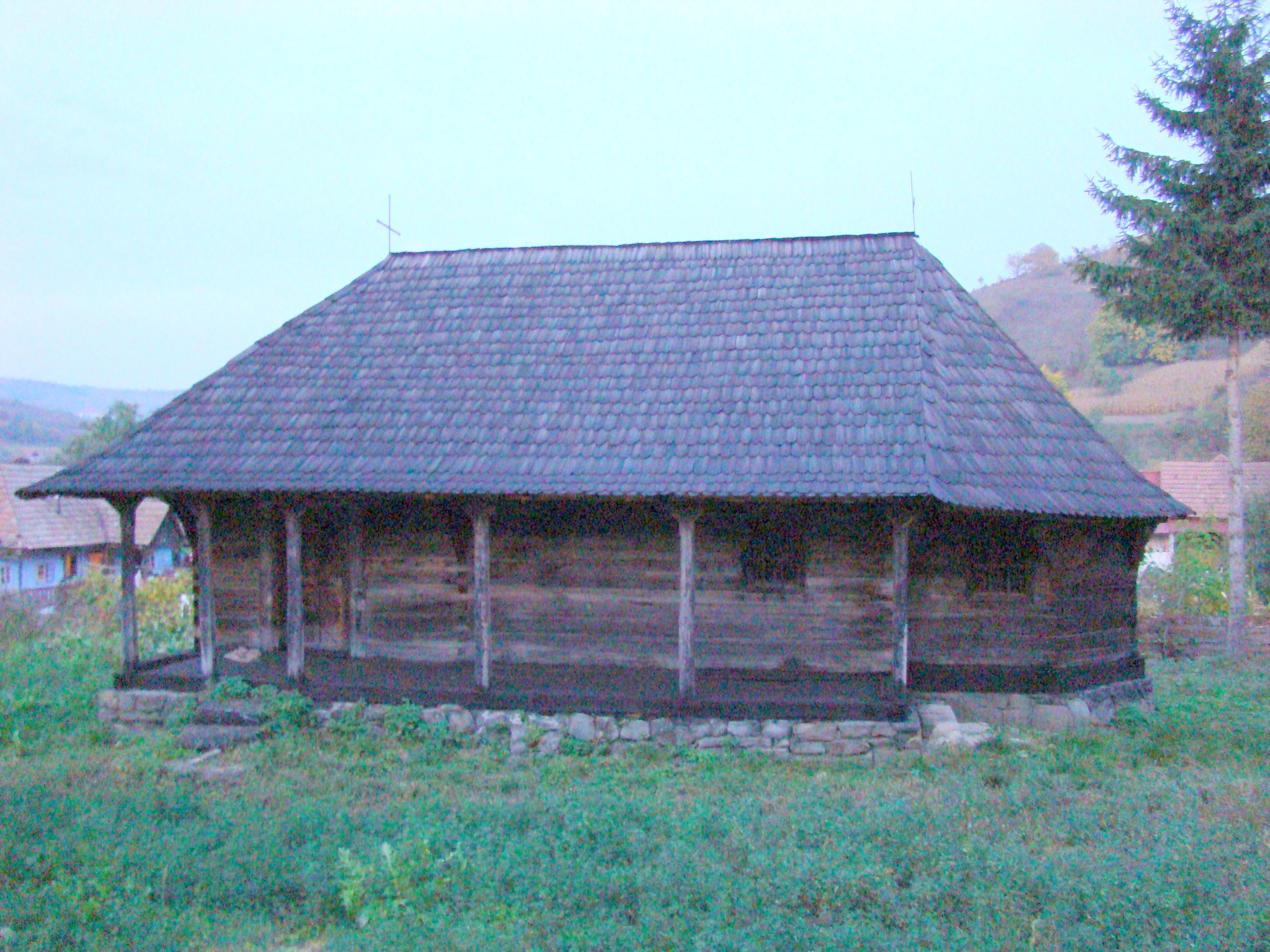
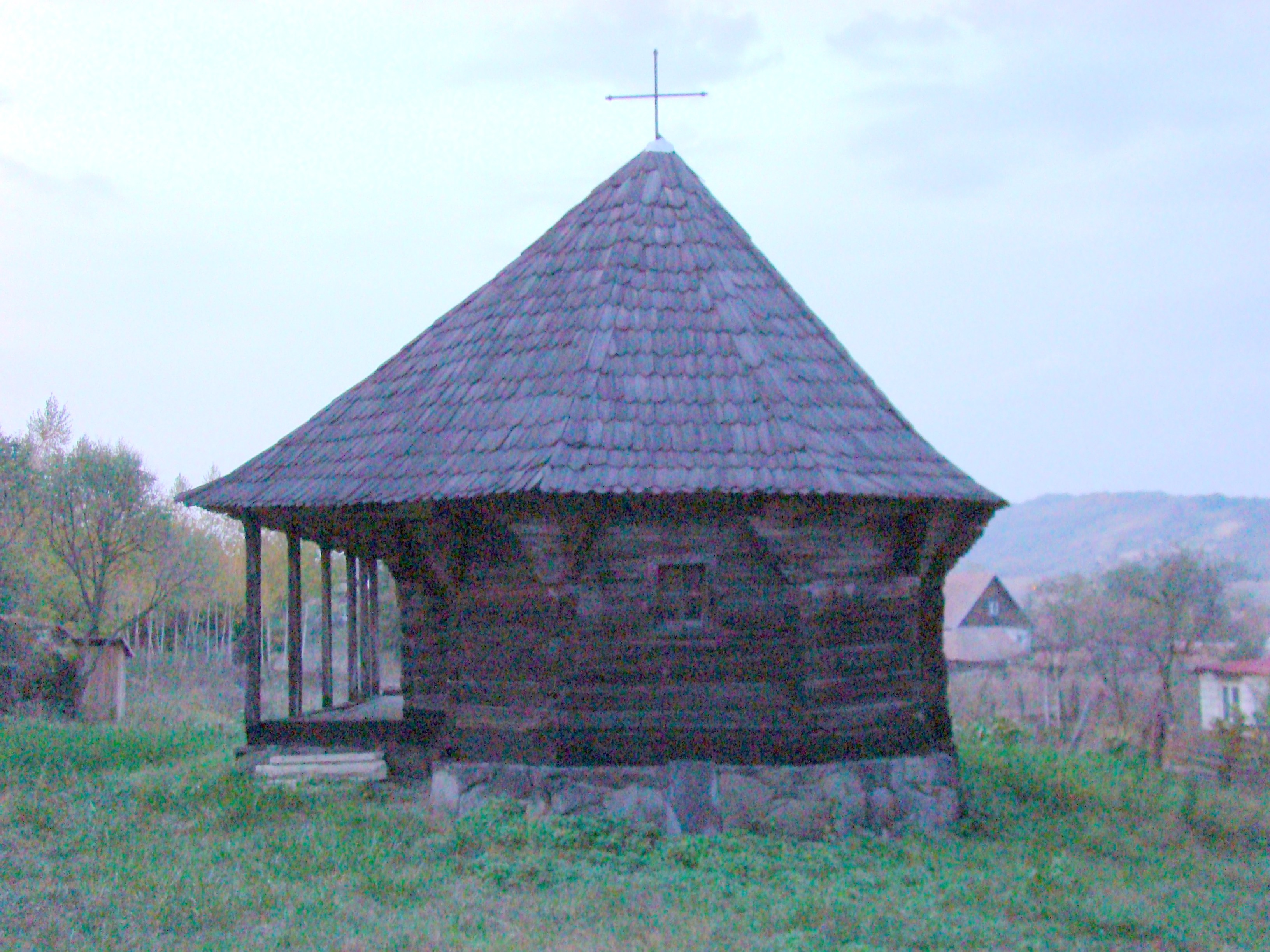

## Imagini din interior

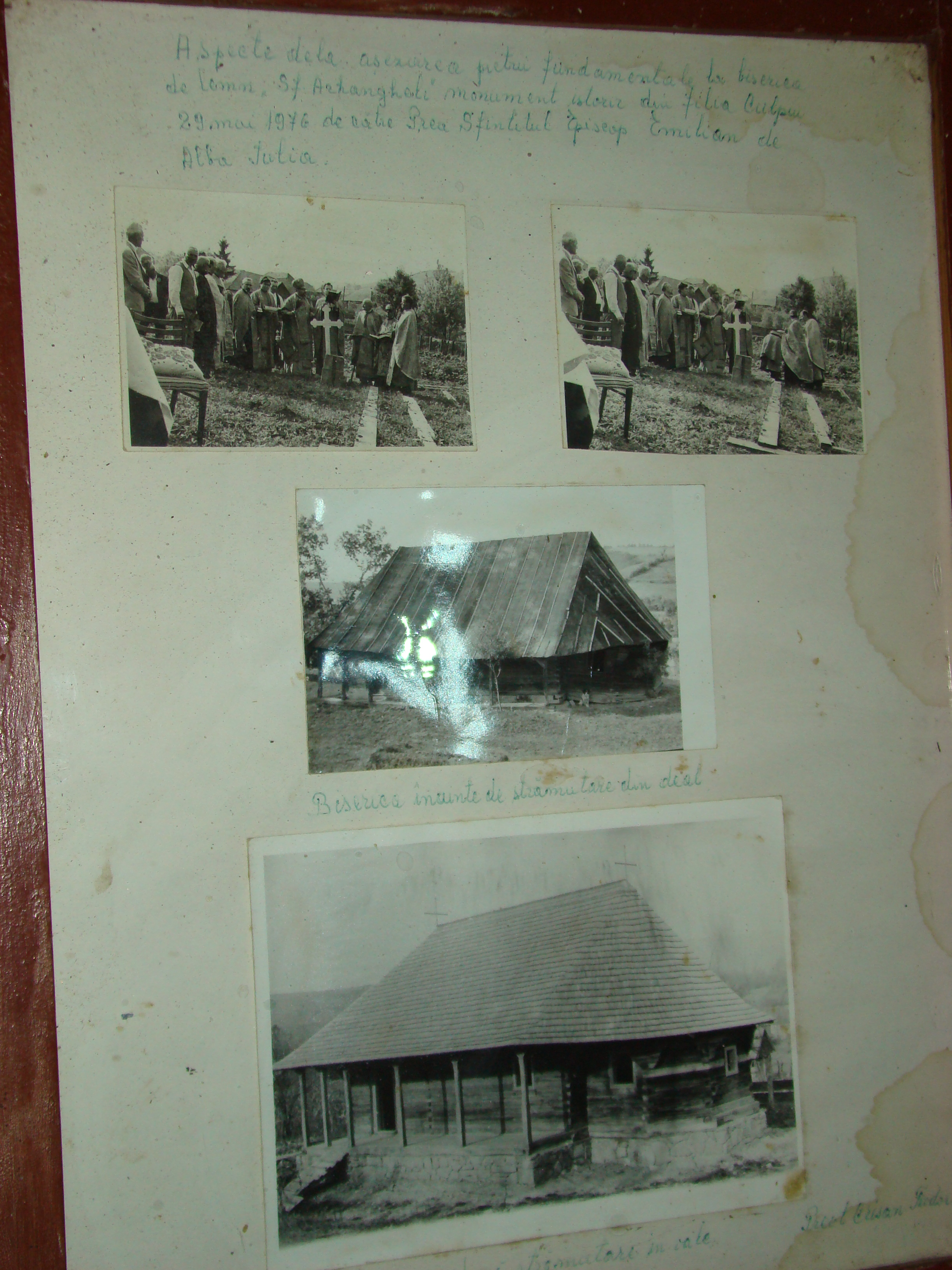
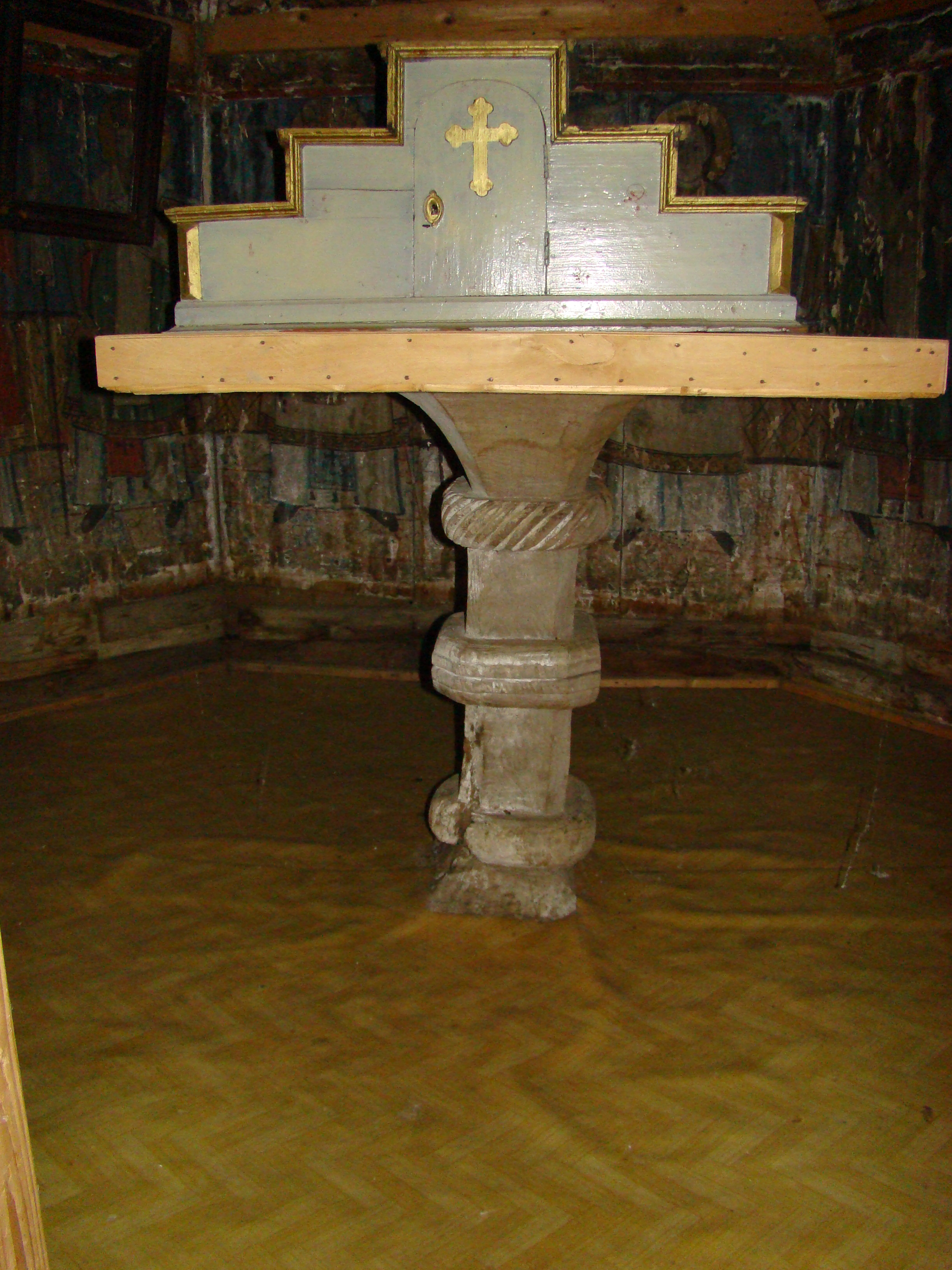
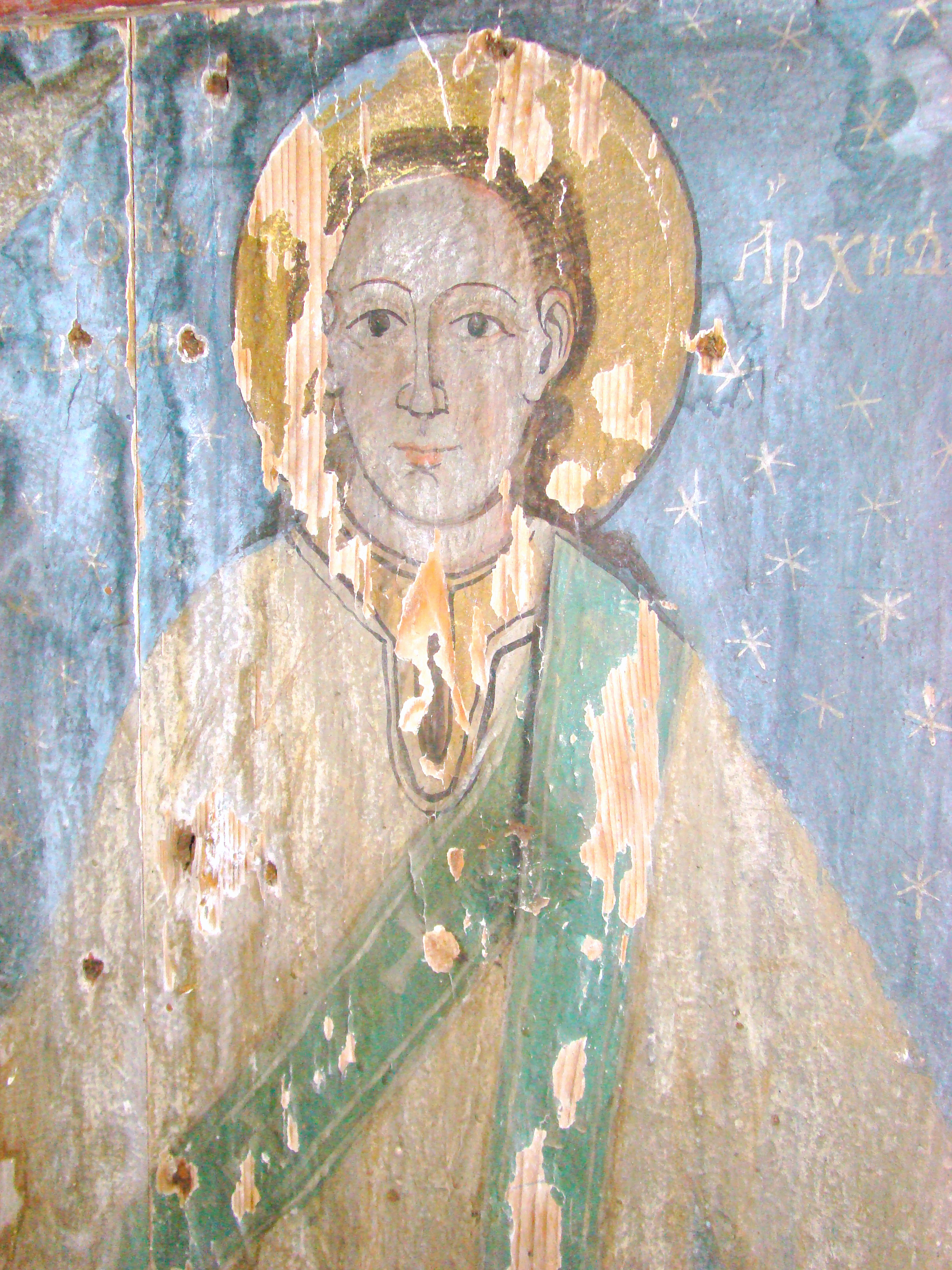
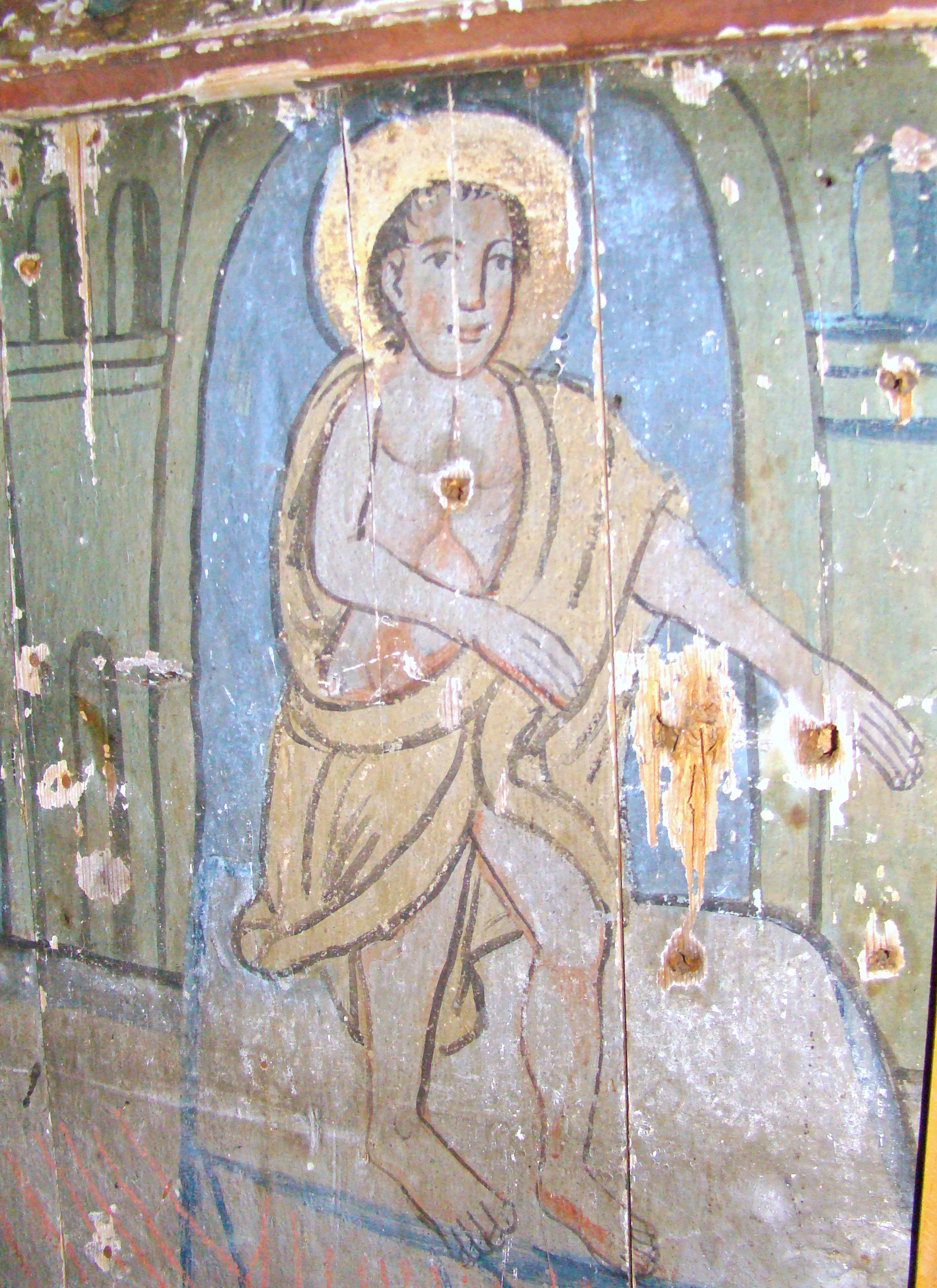
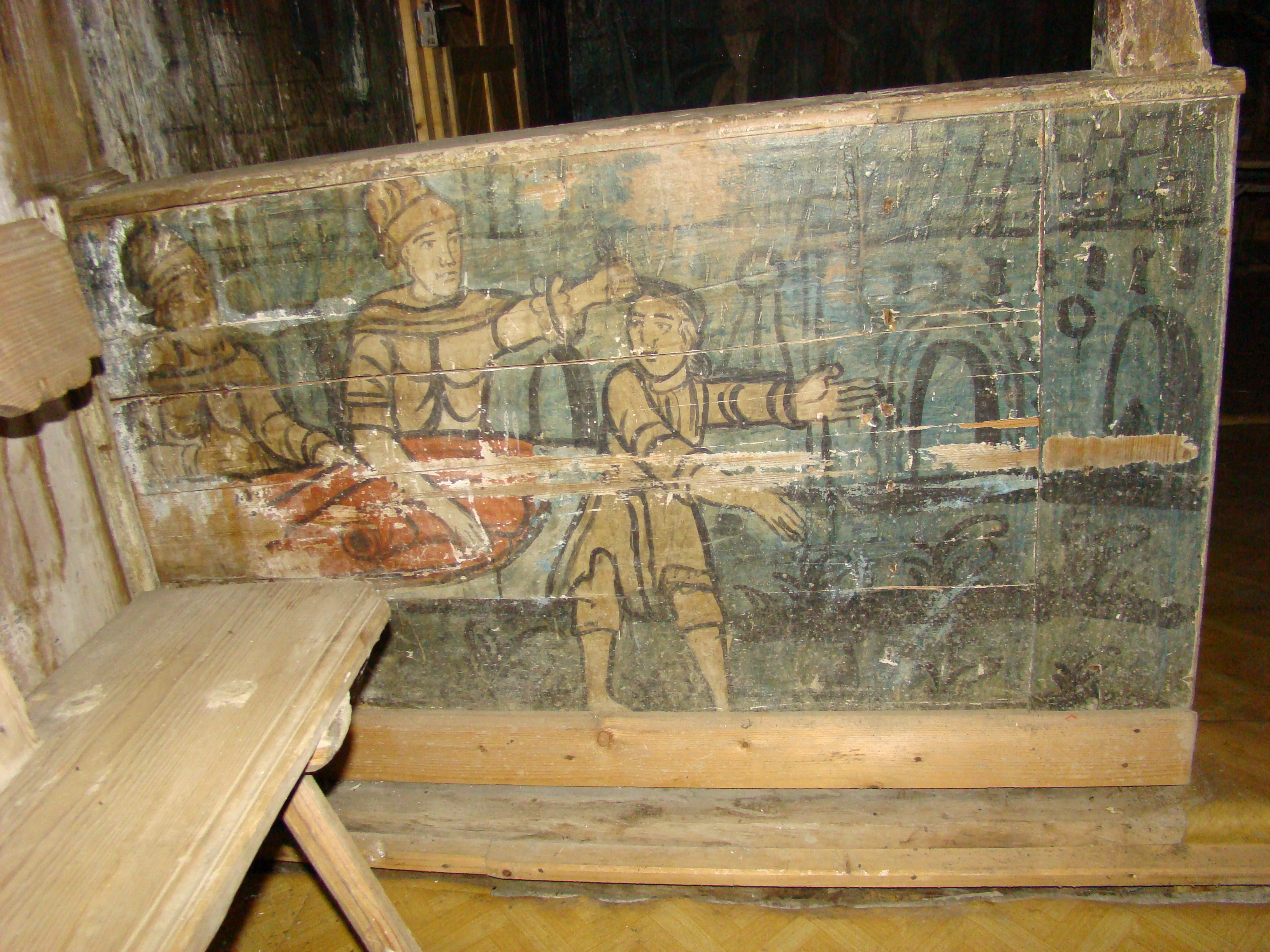
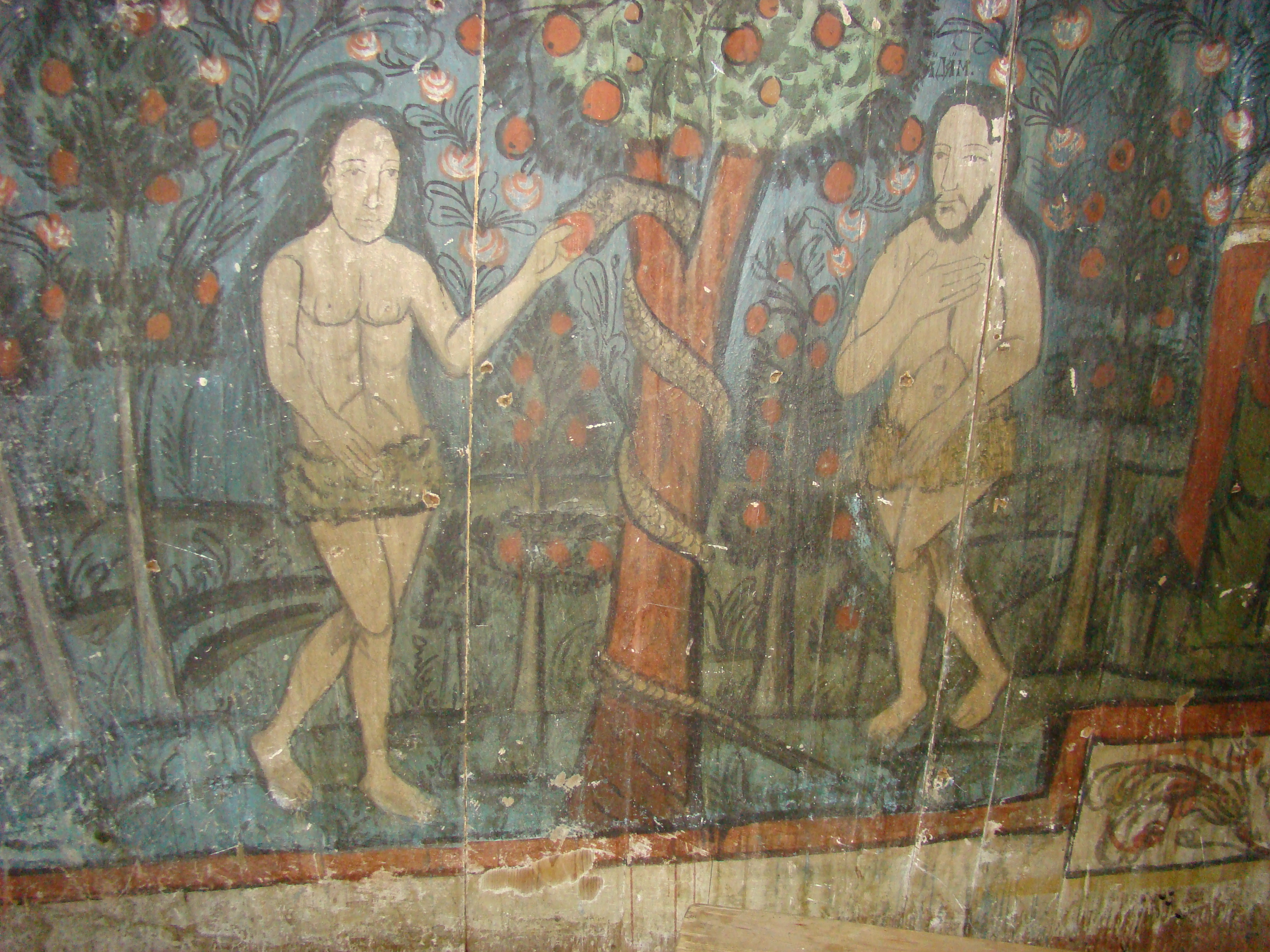
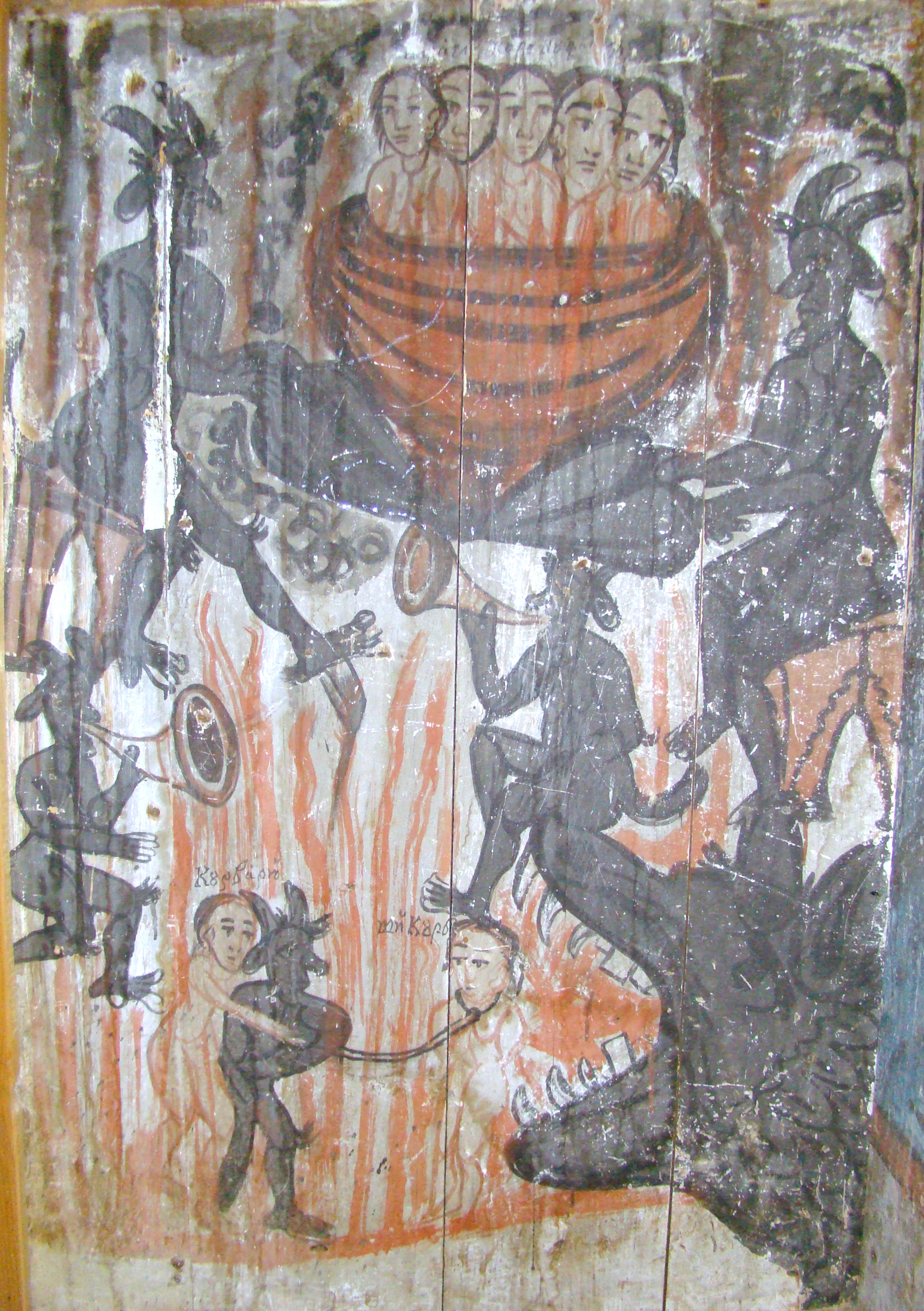
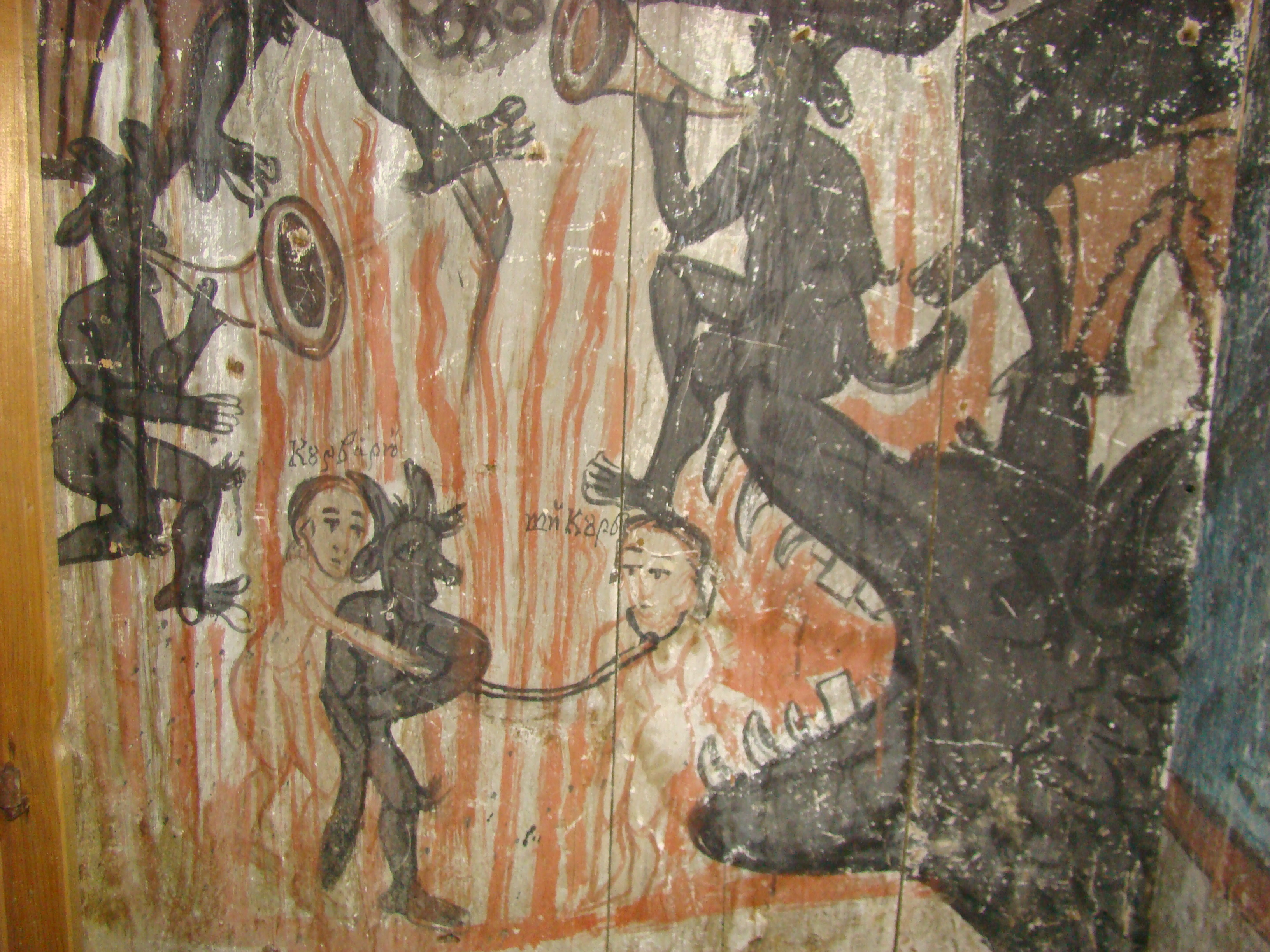
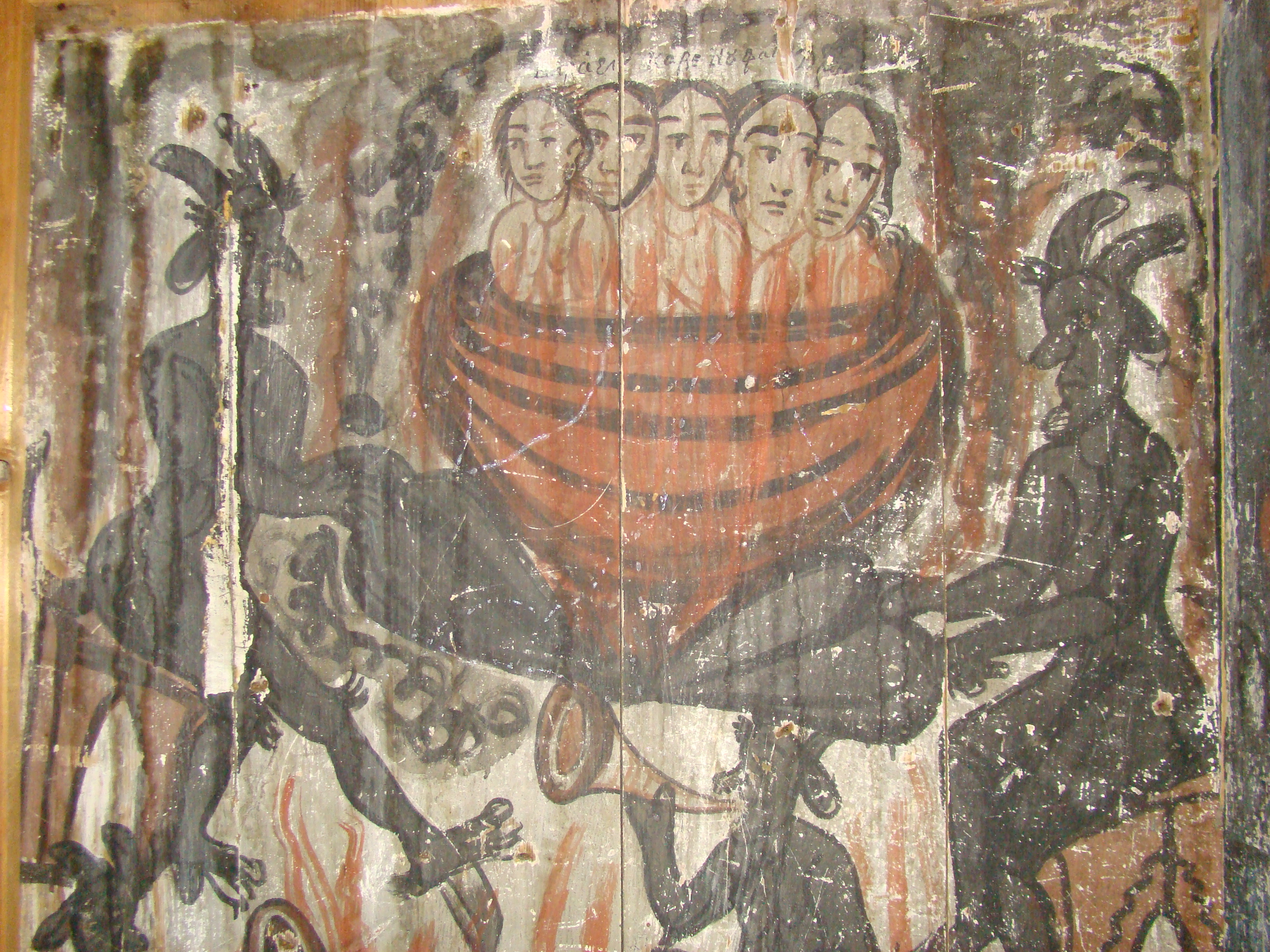
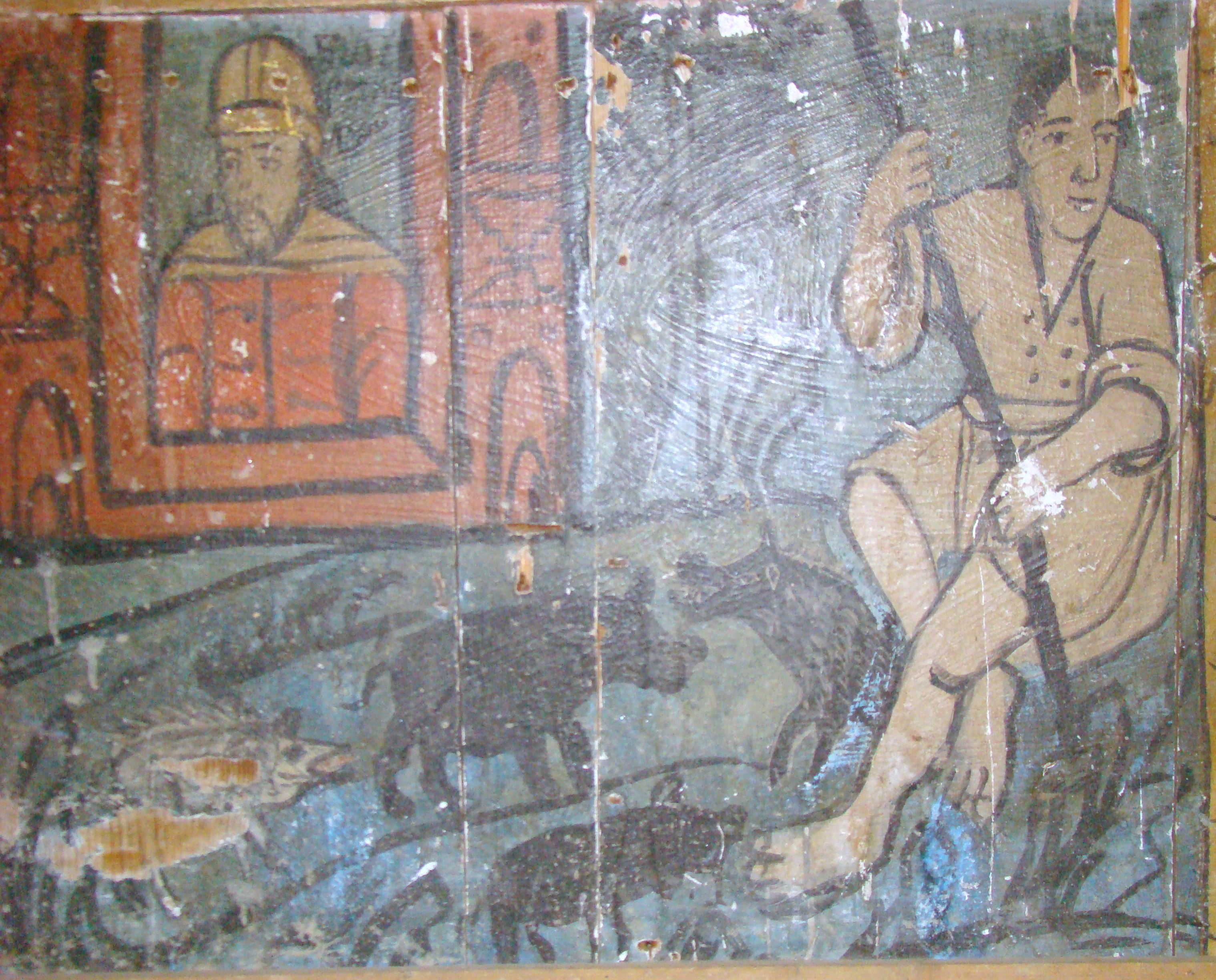
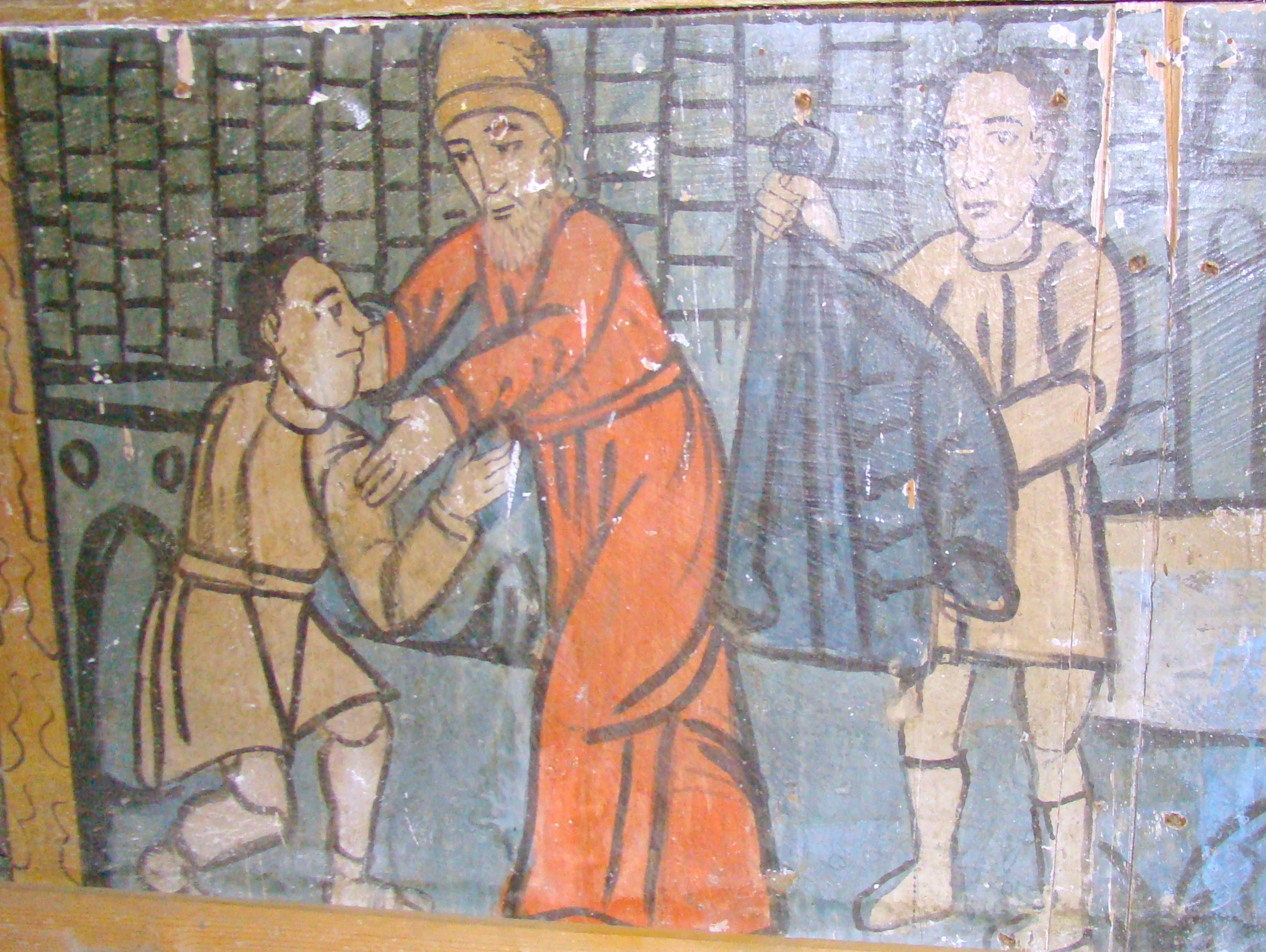
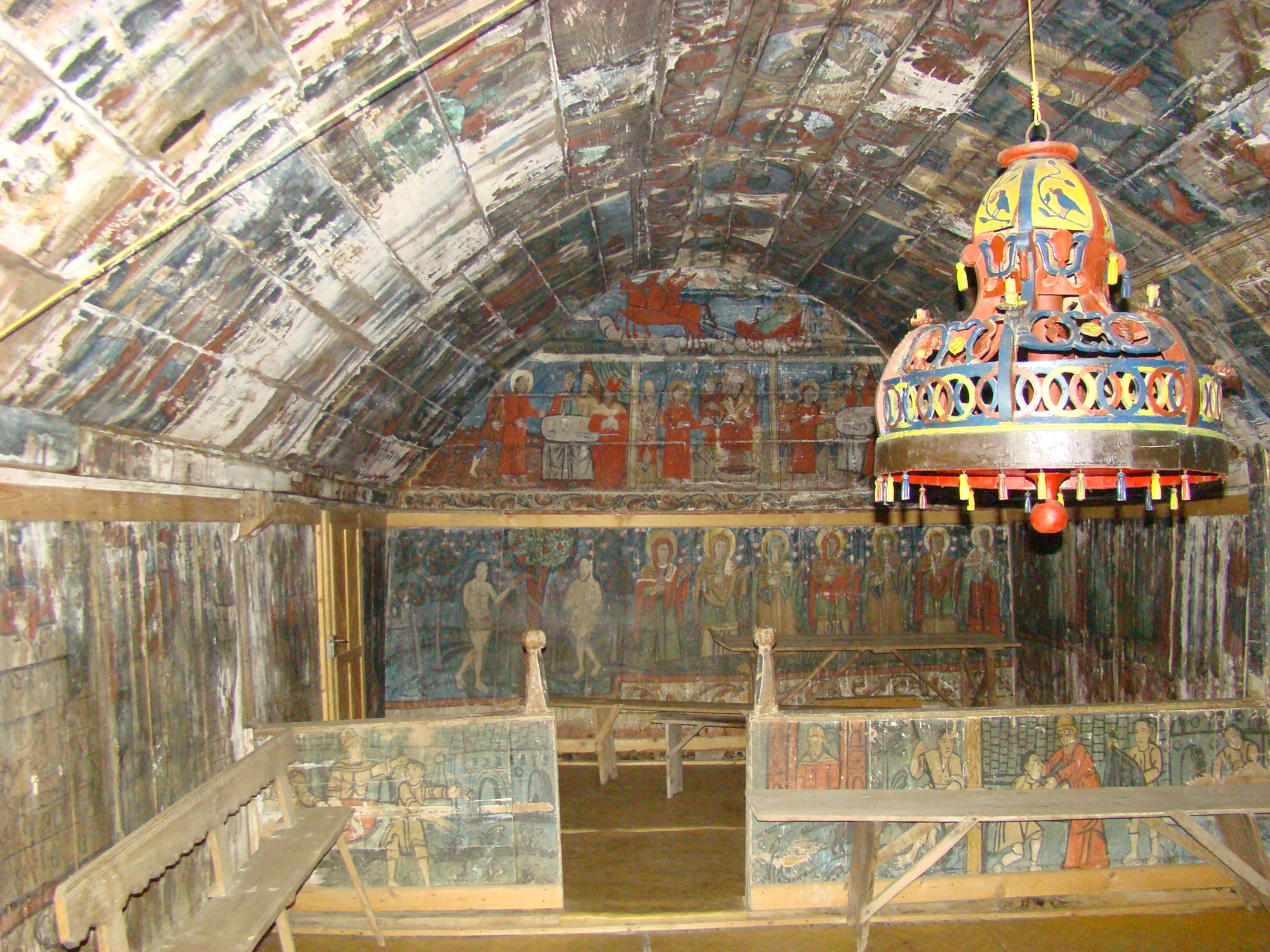
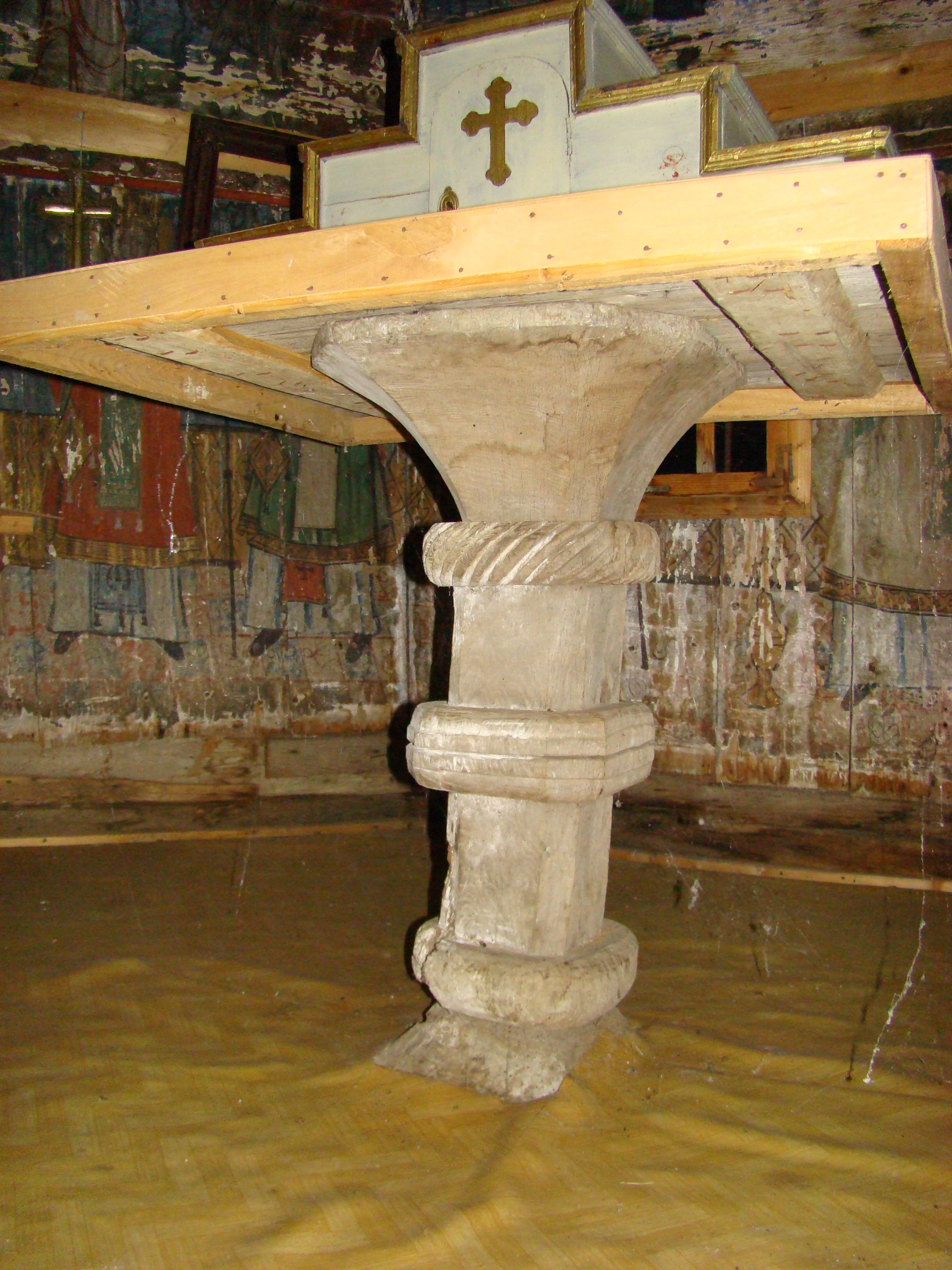
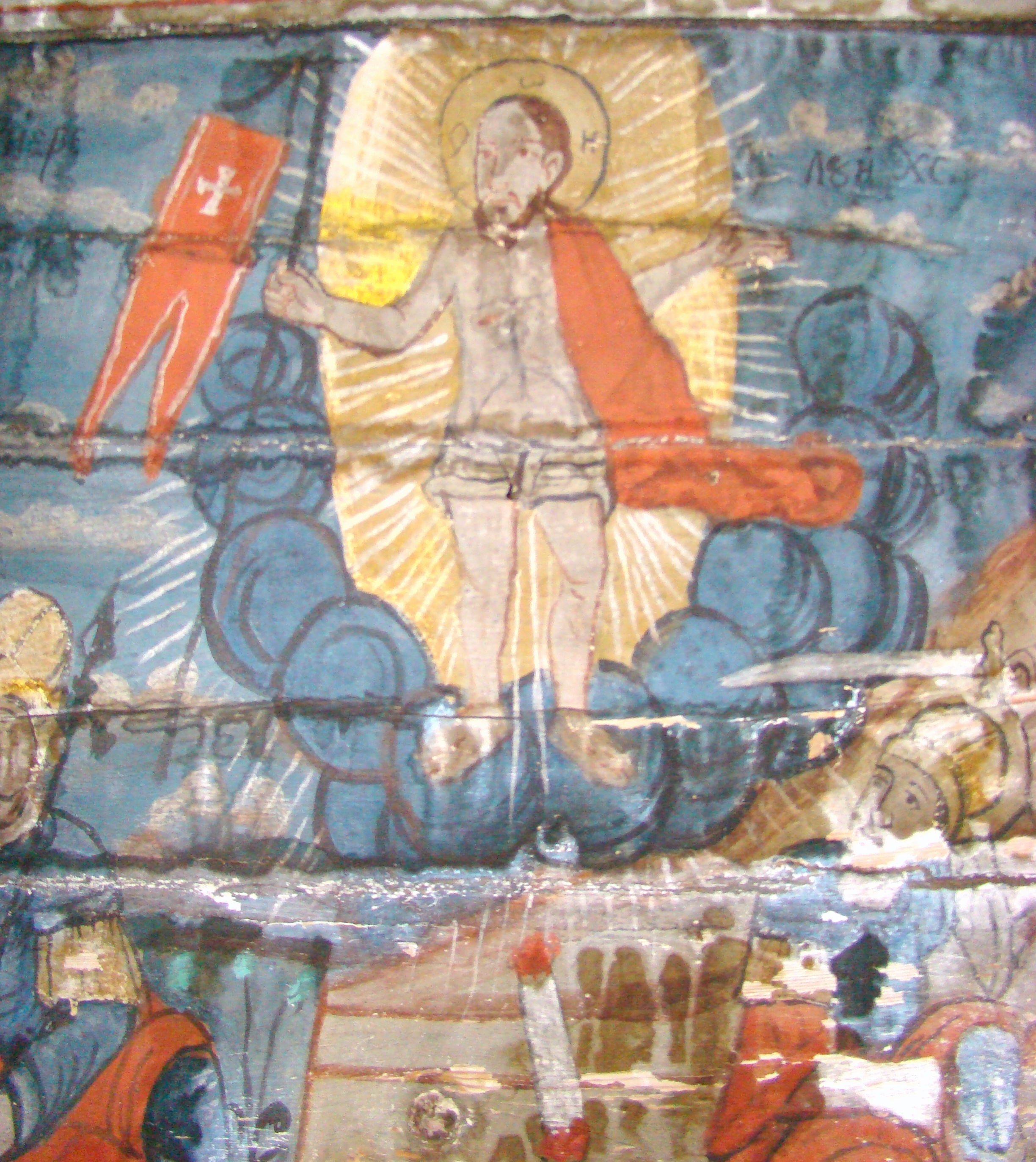
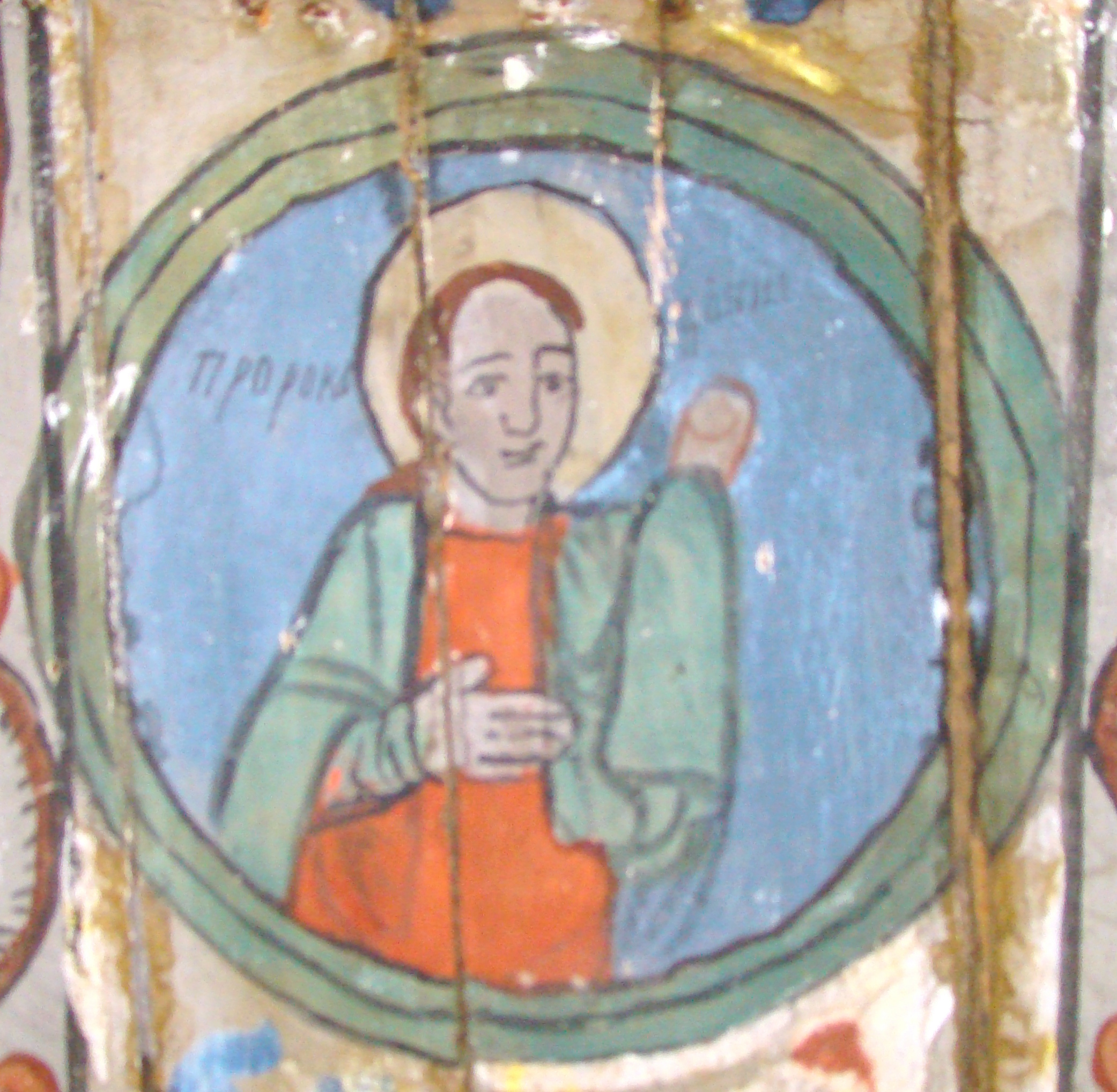
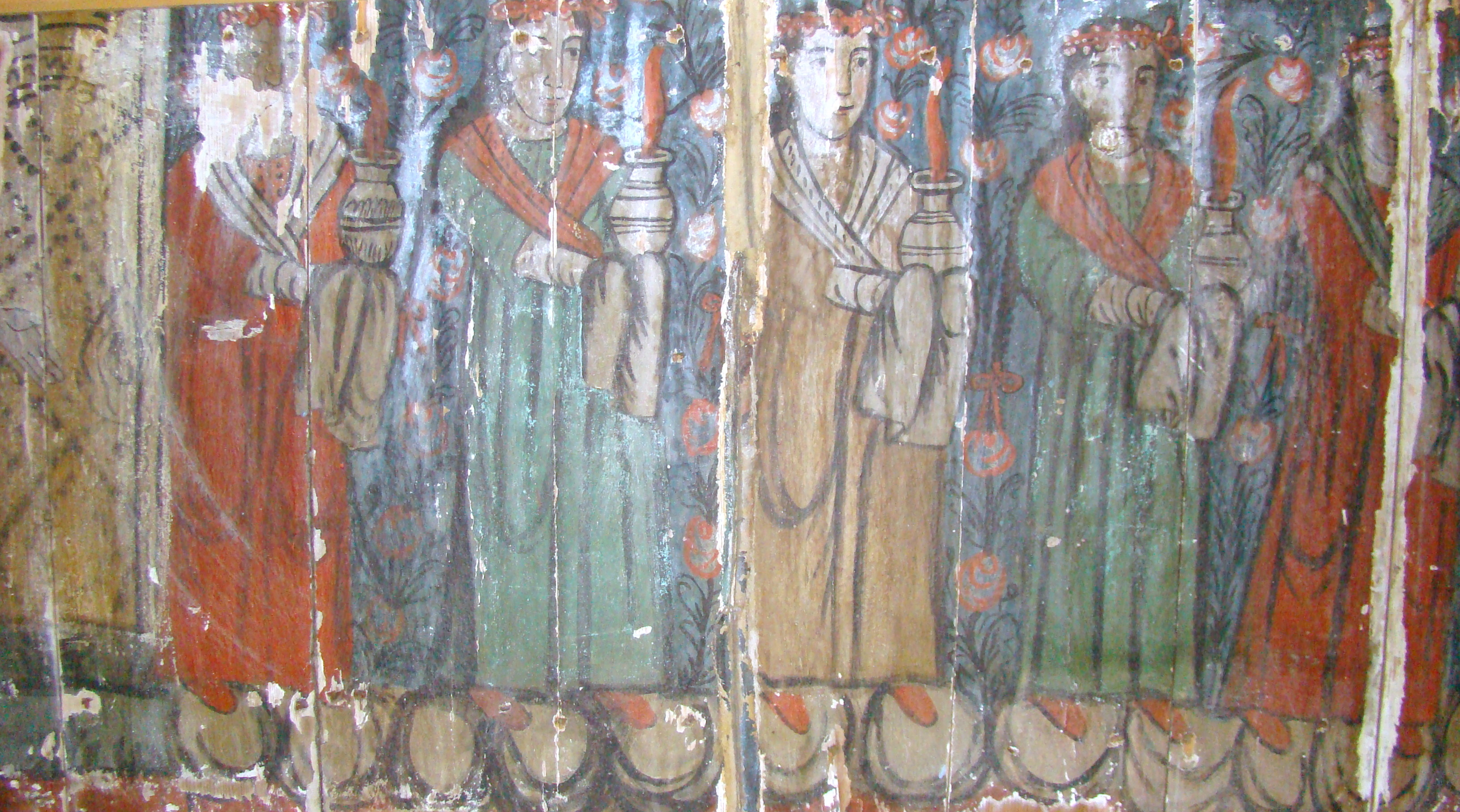
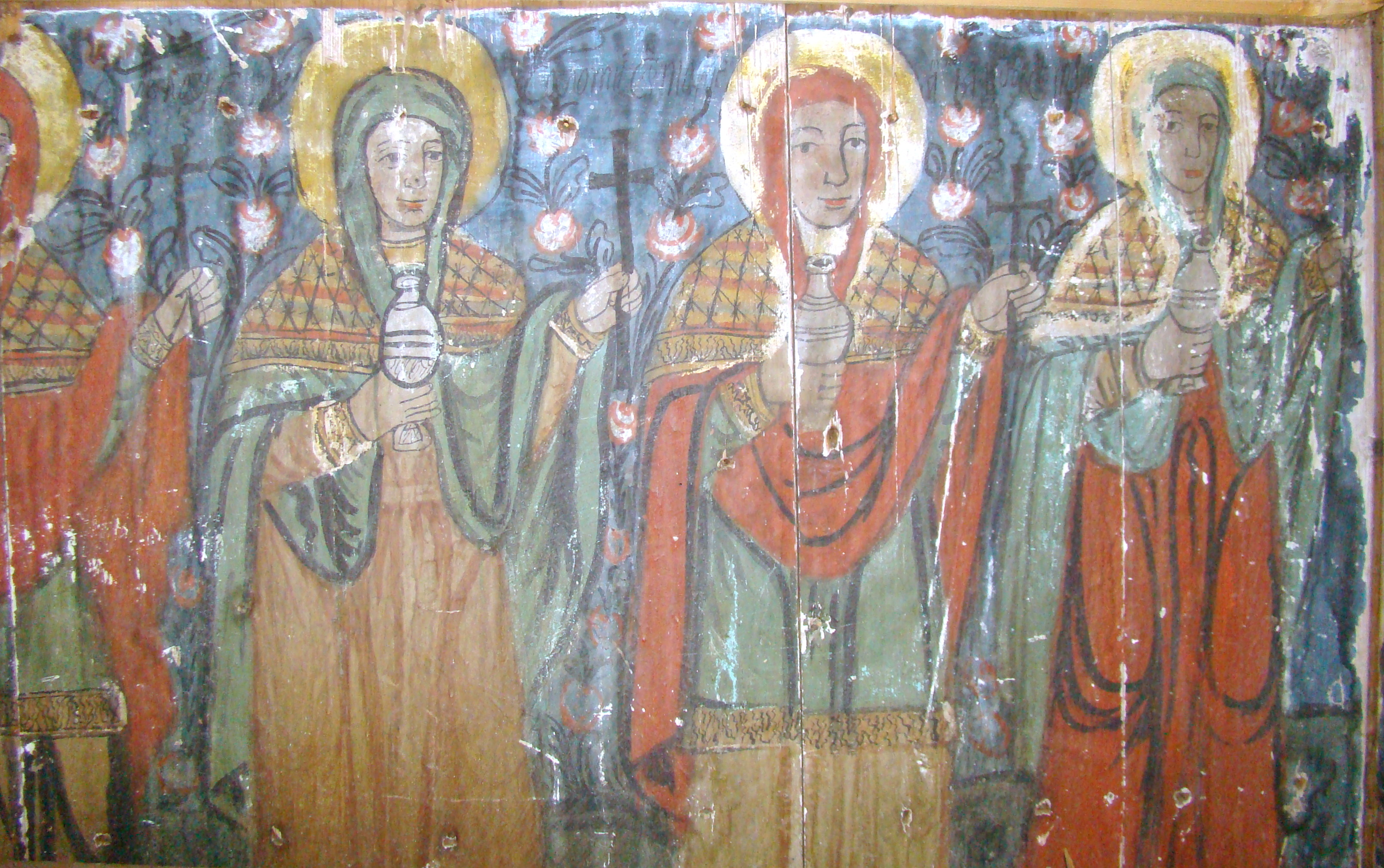
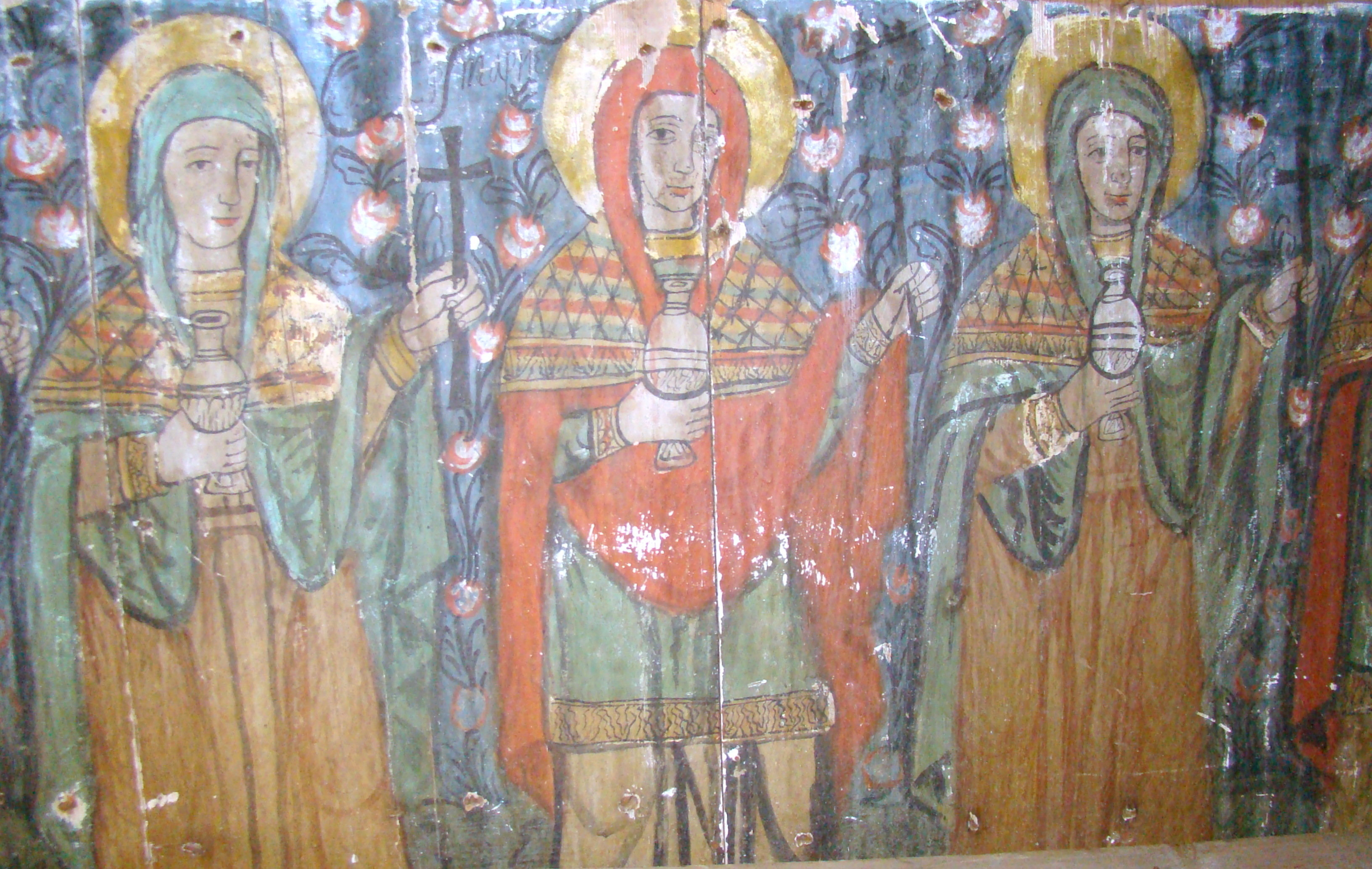
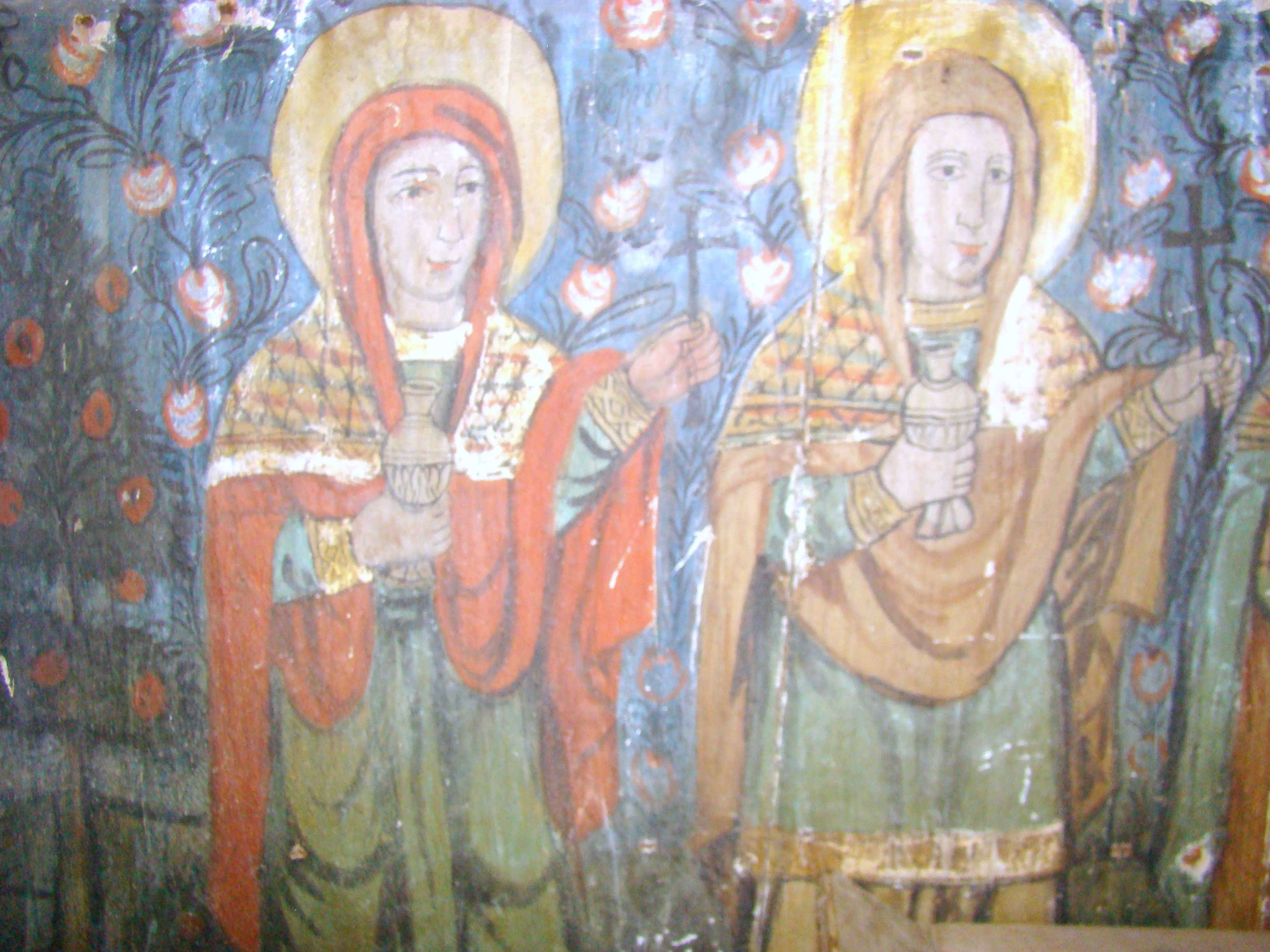
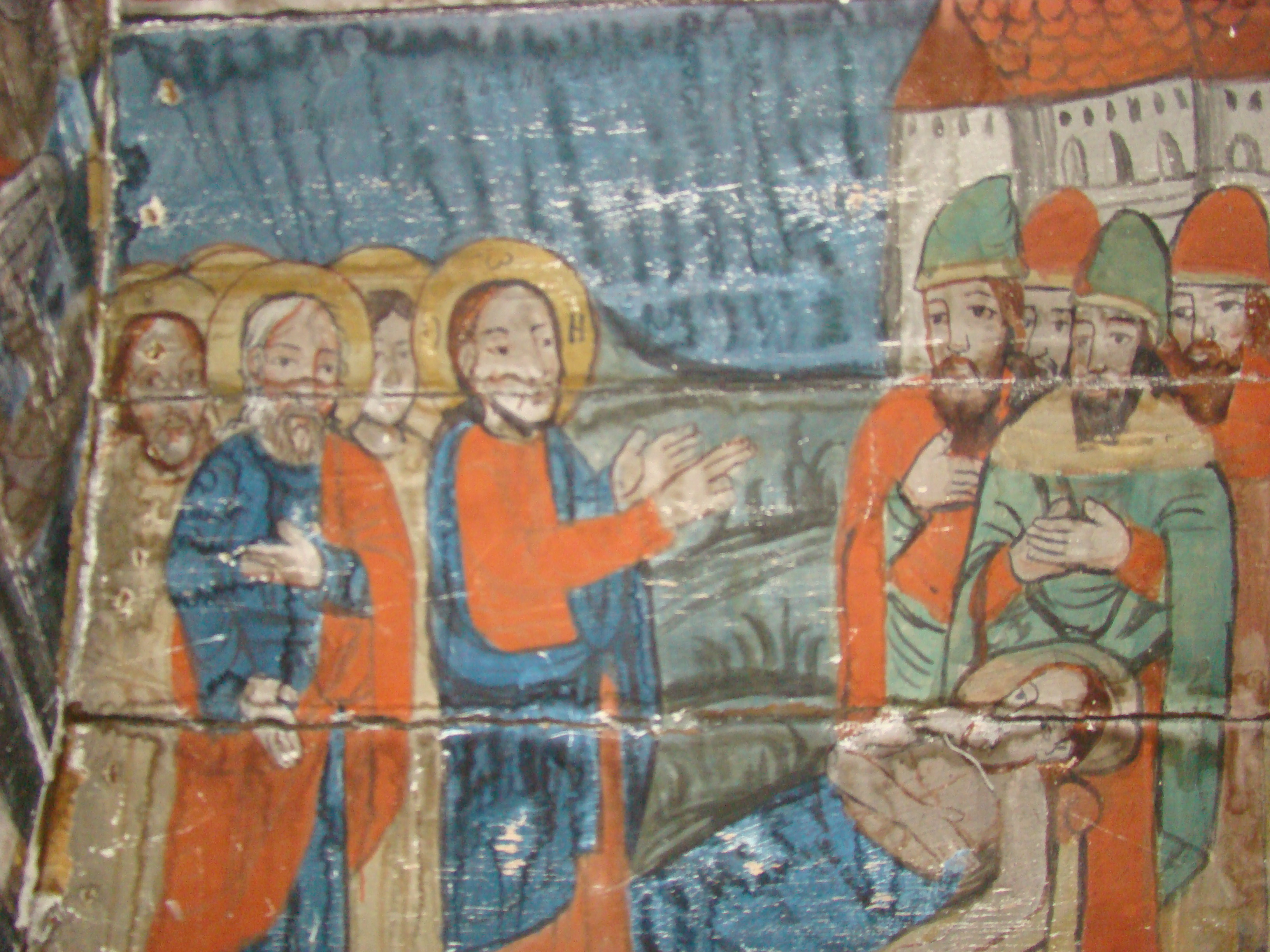
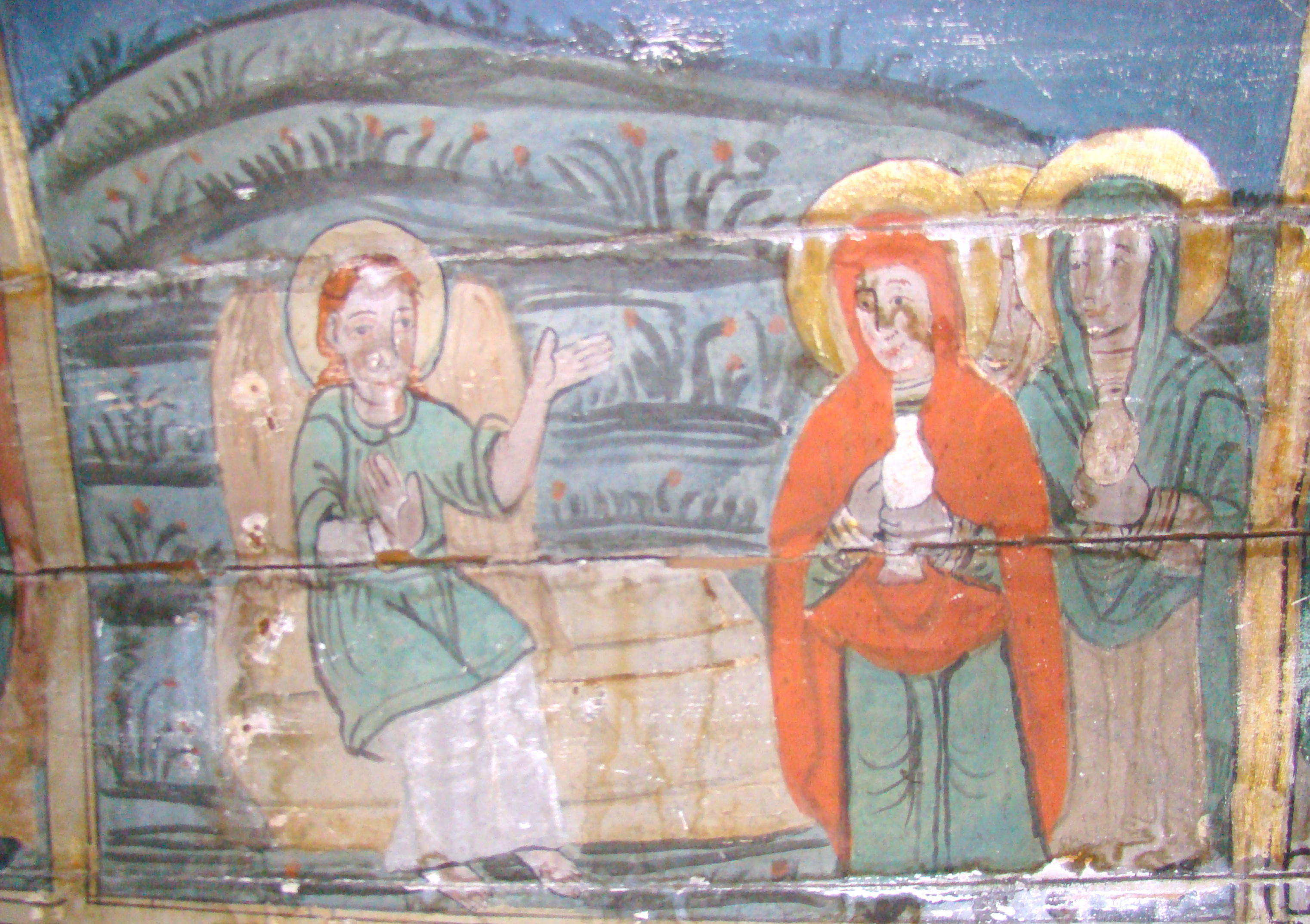
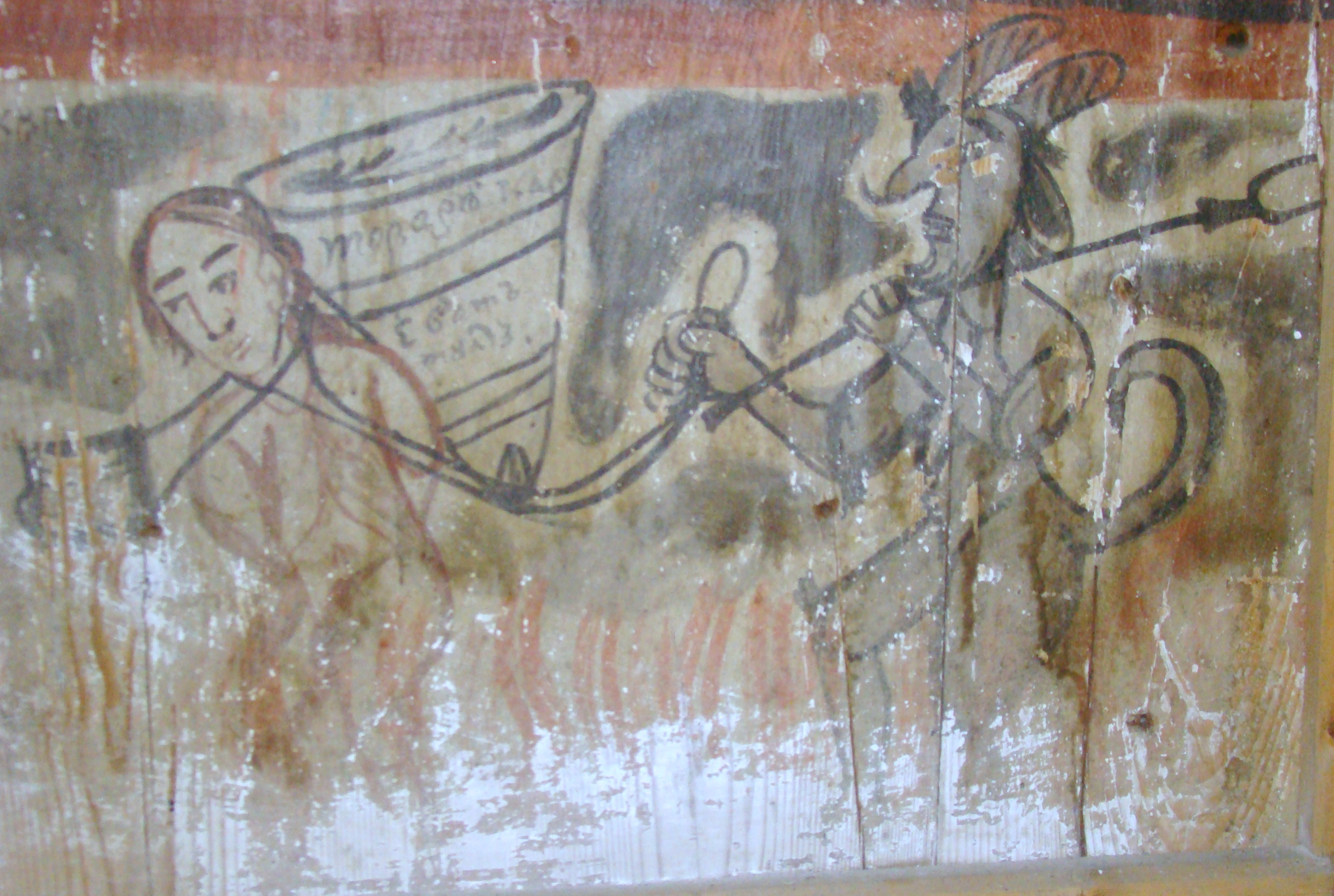
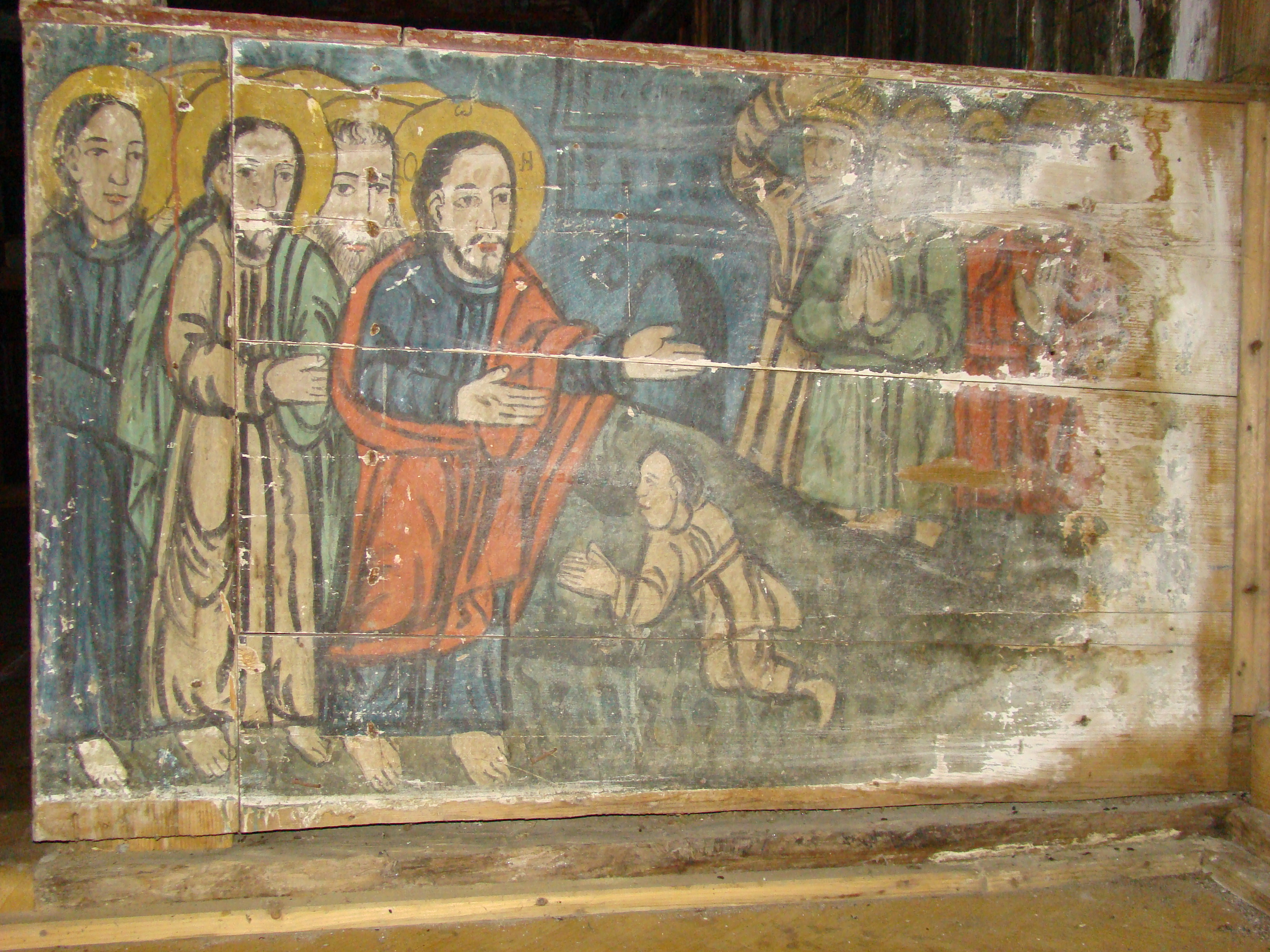
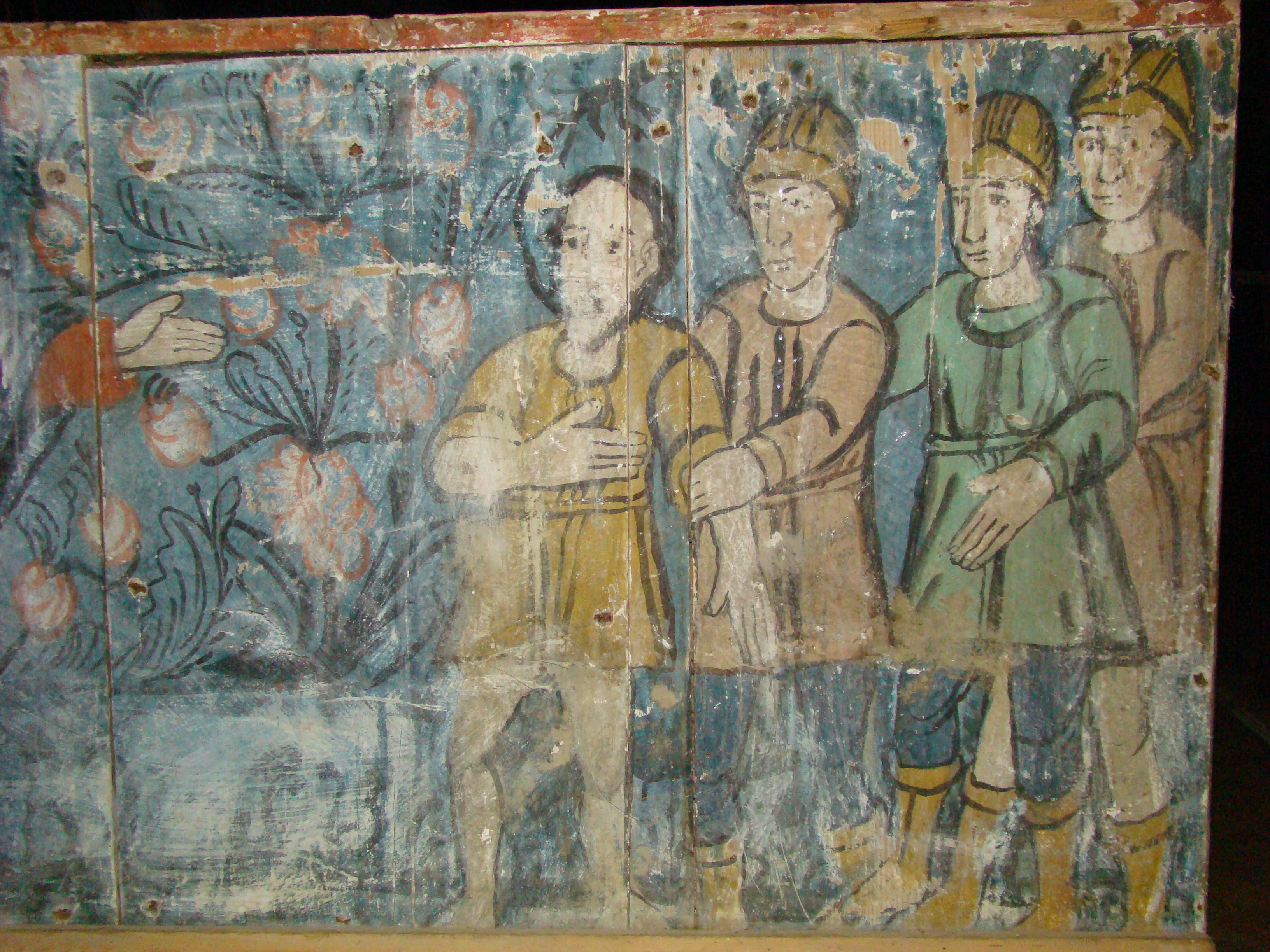
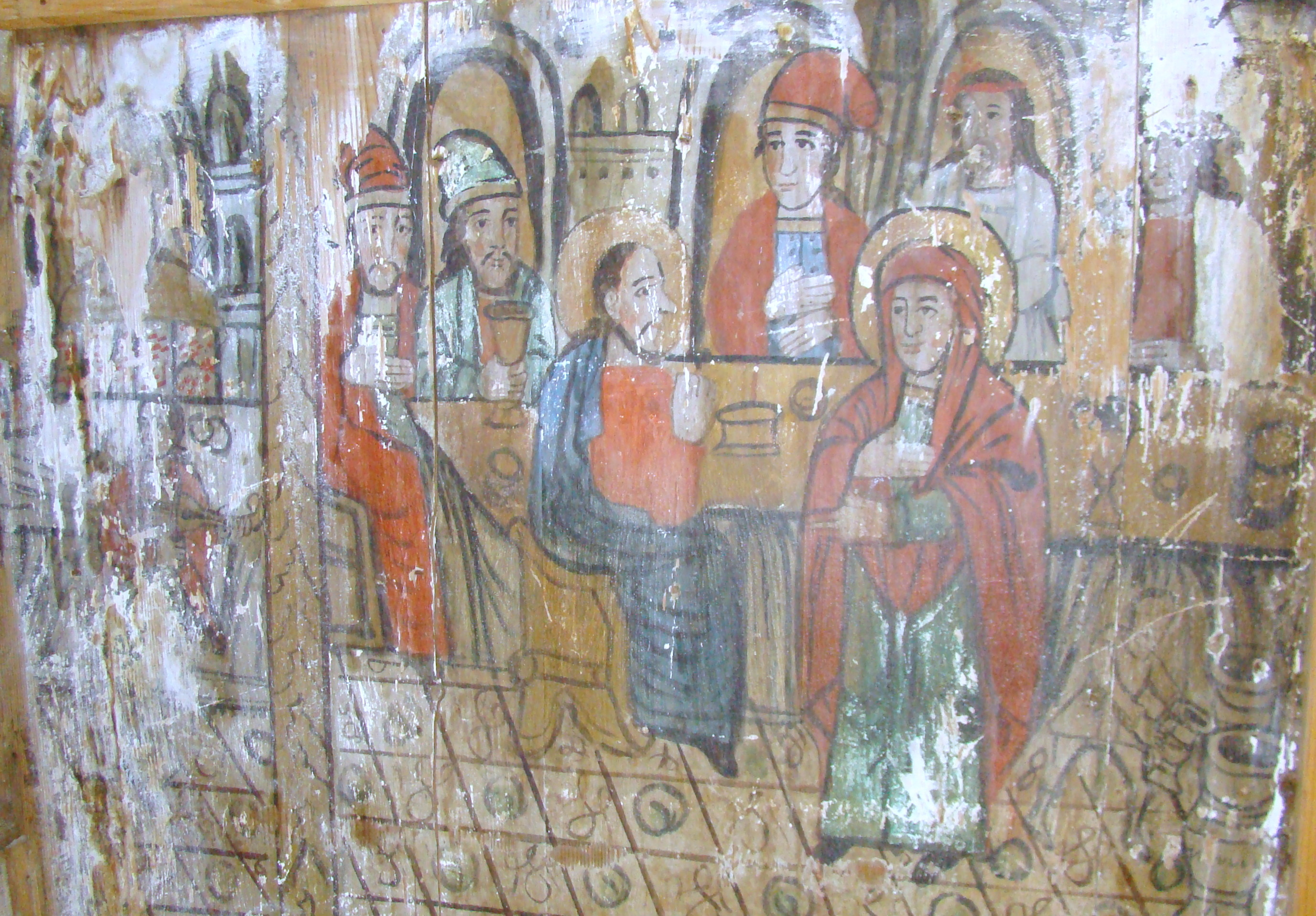
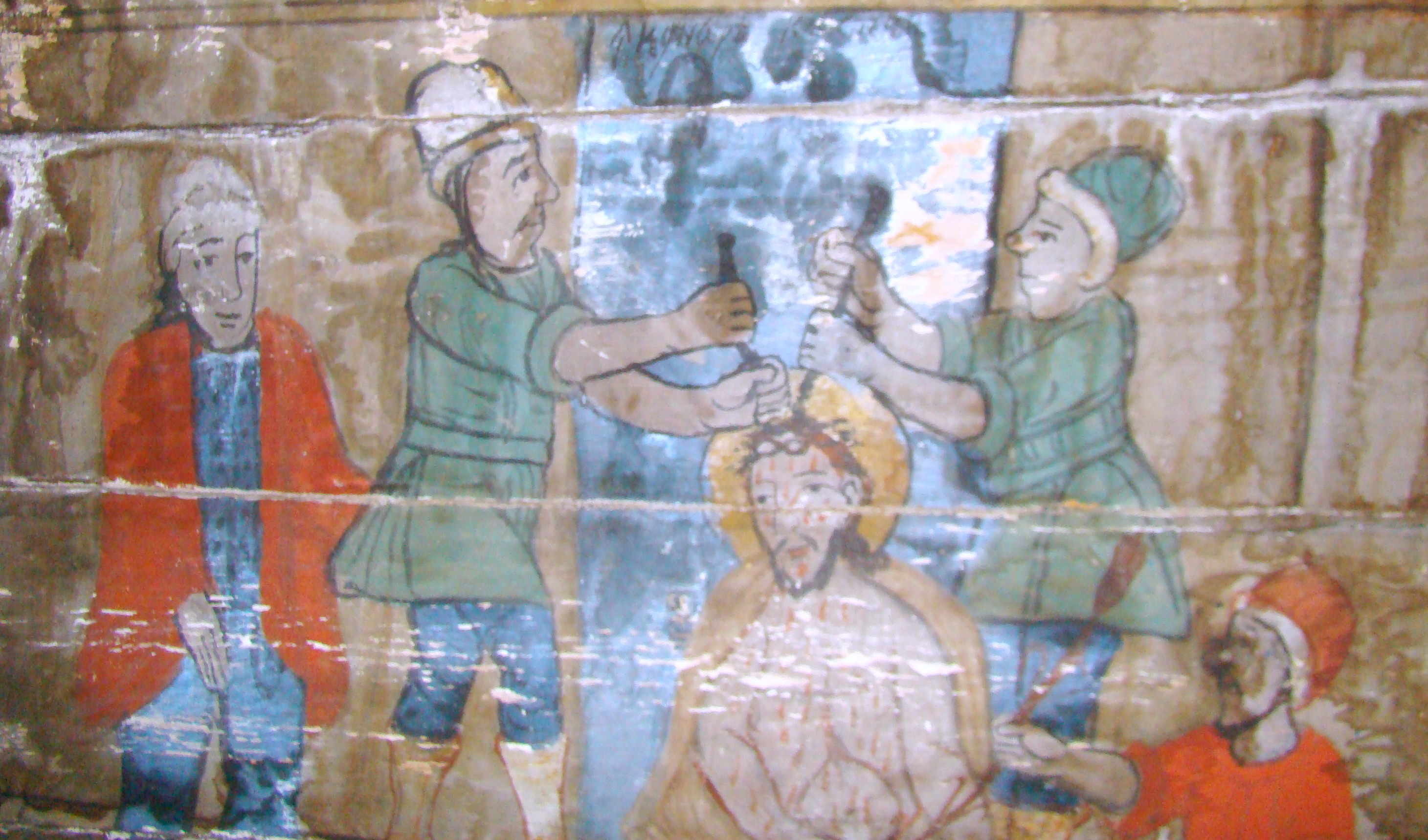
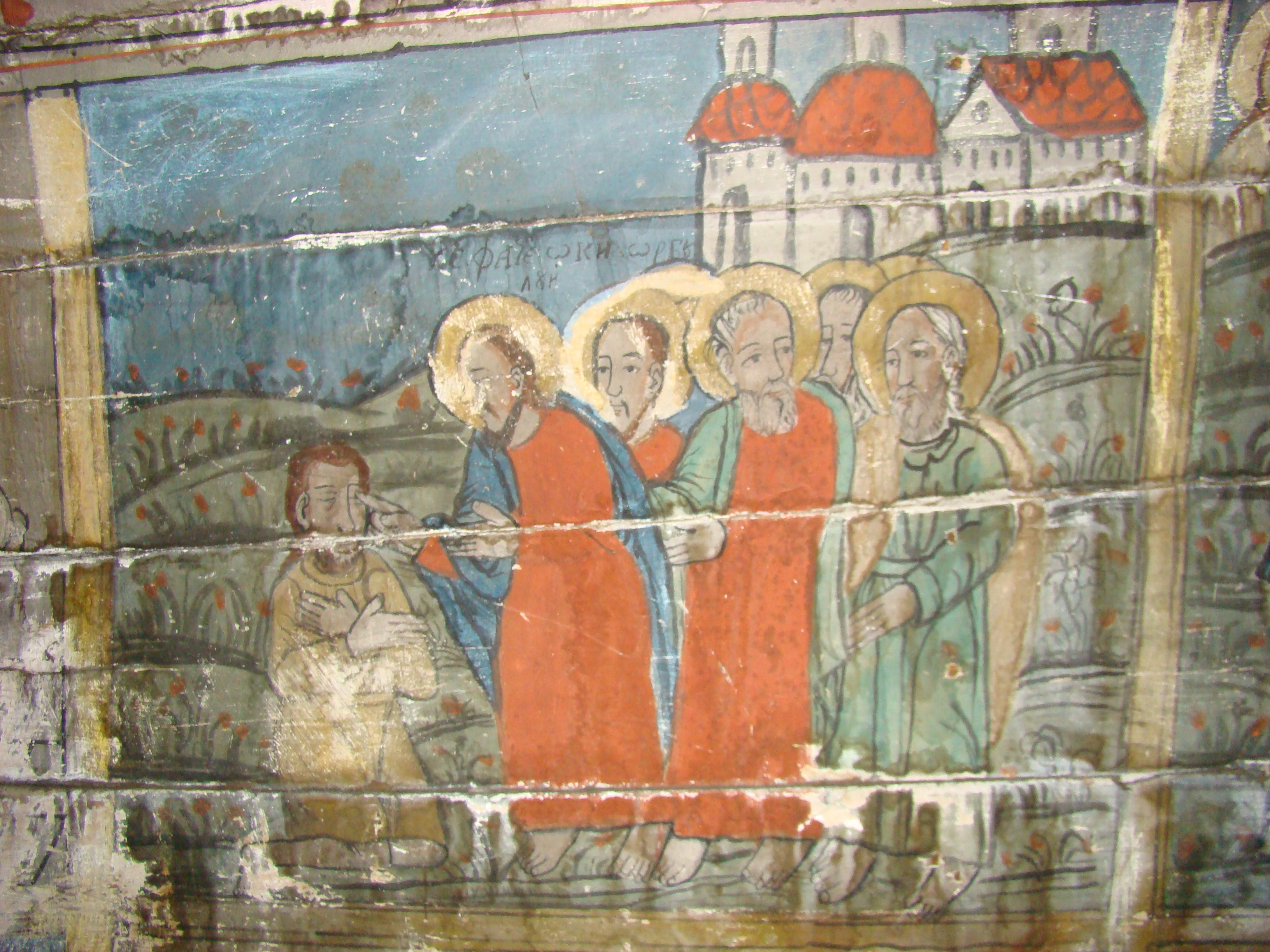
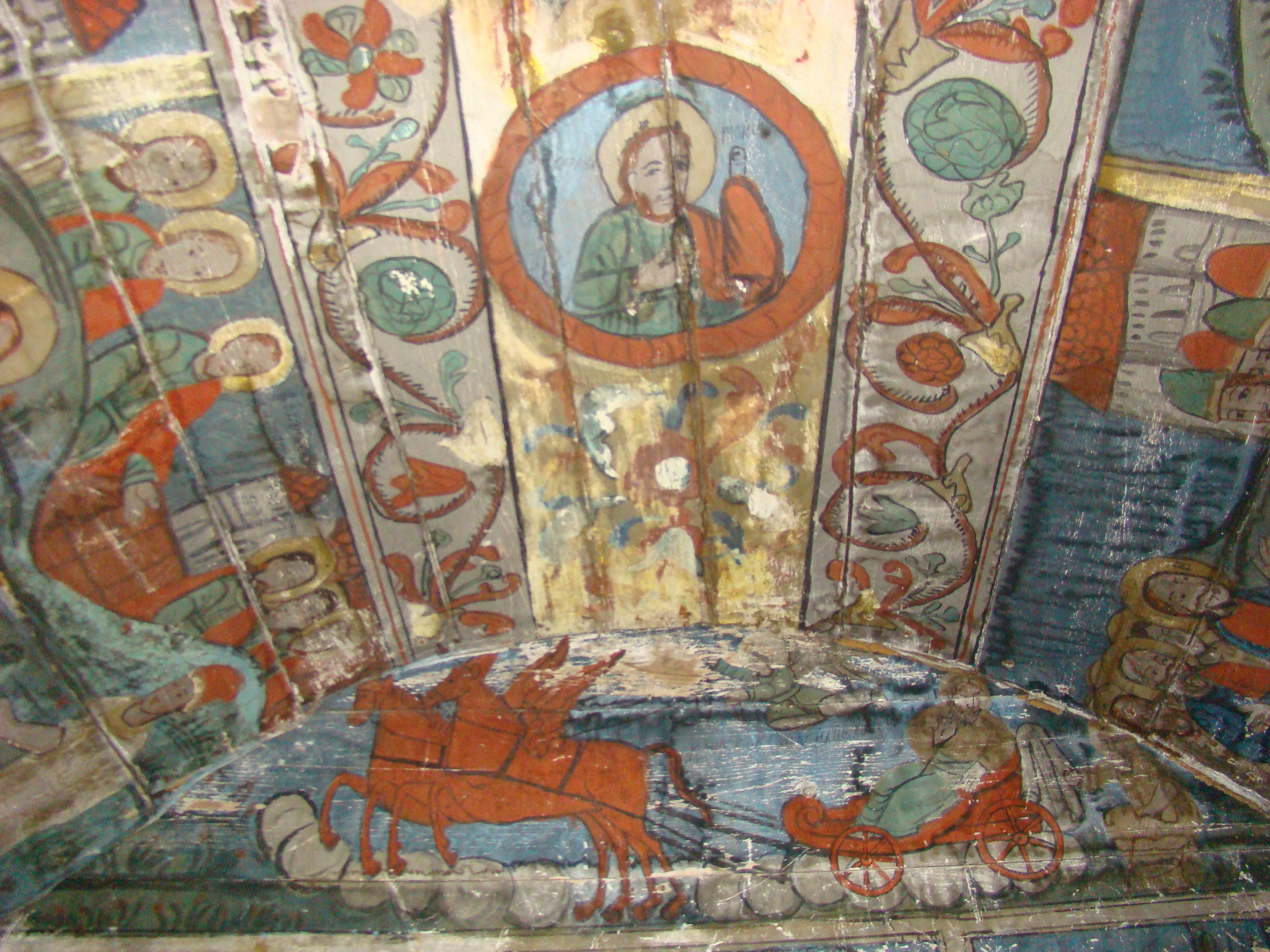
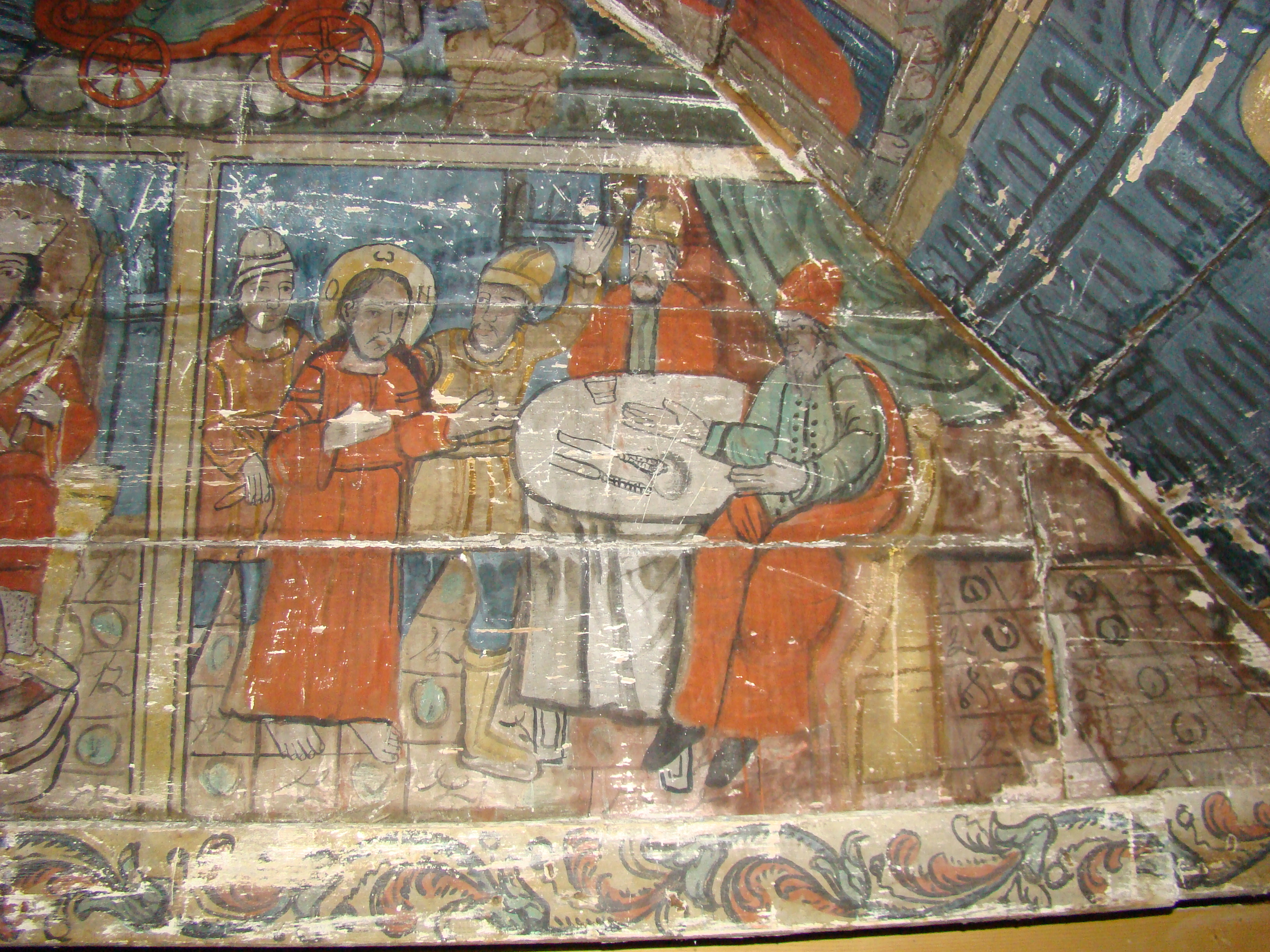
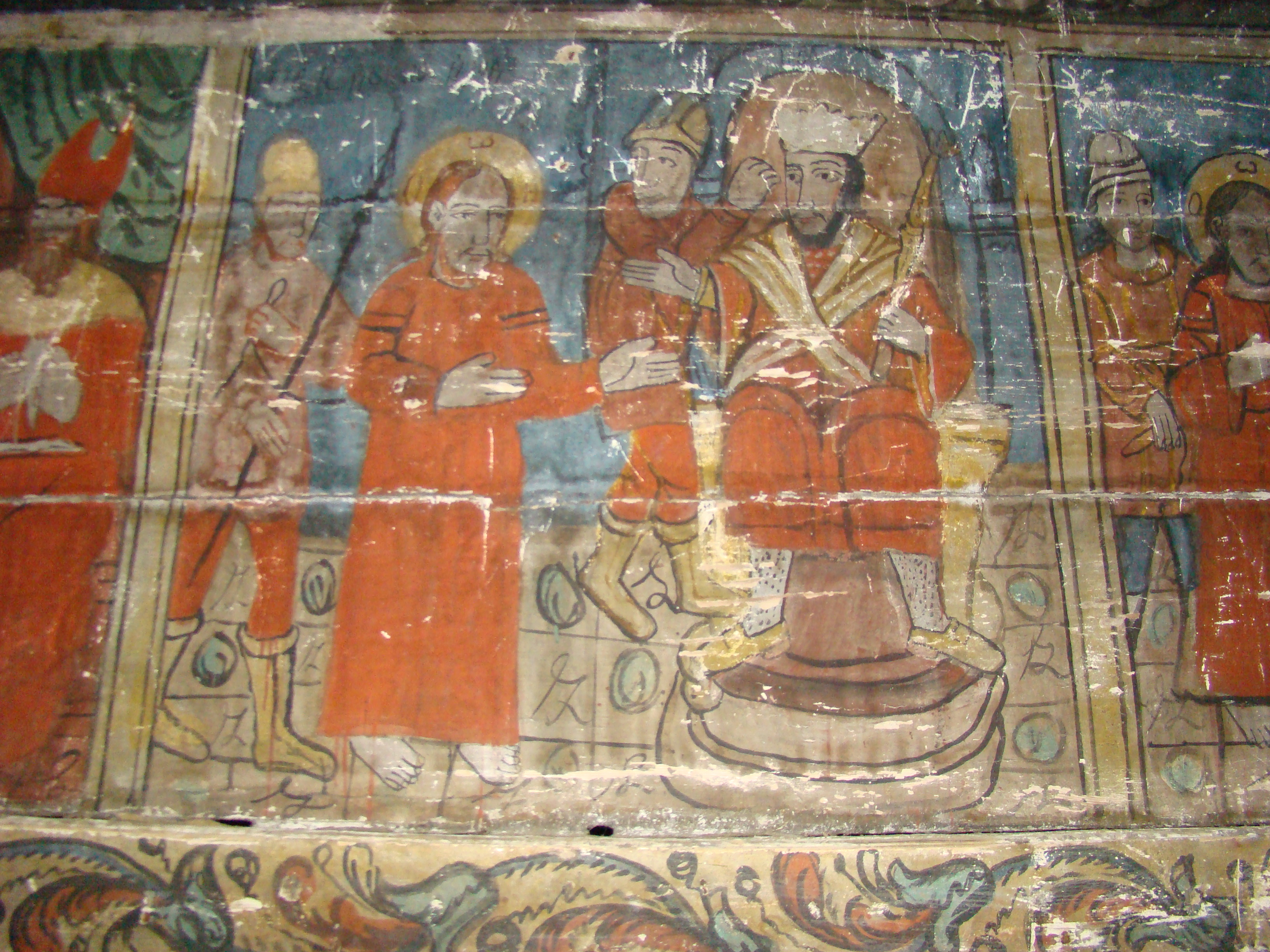
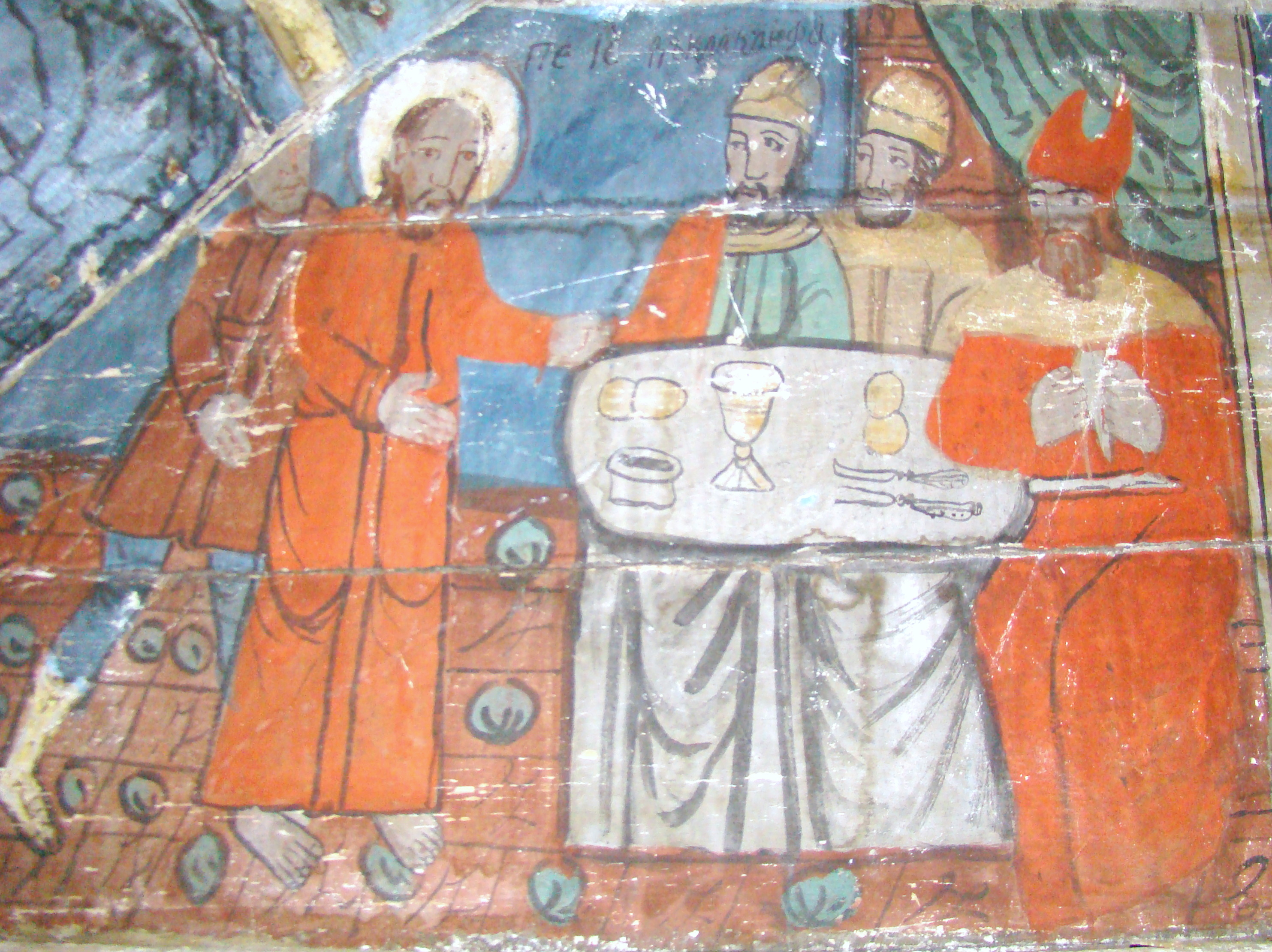
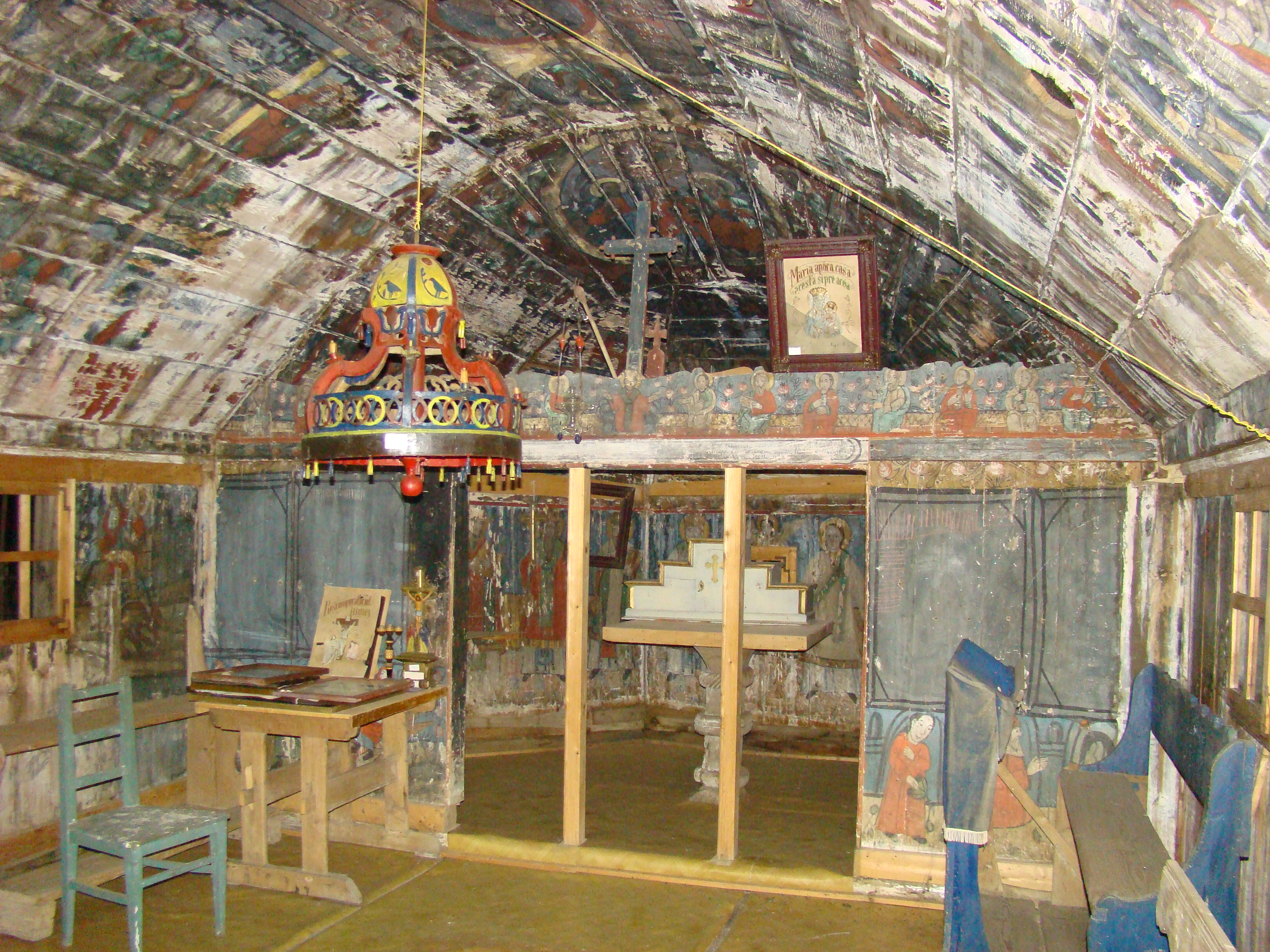
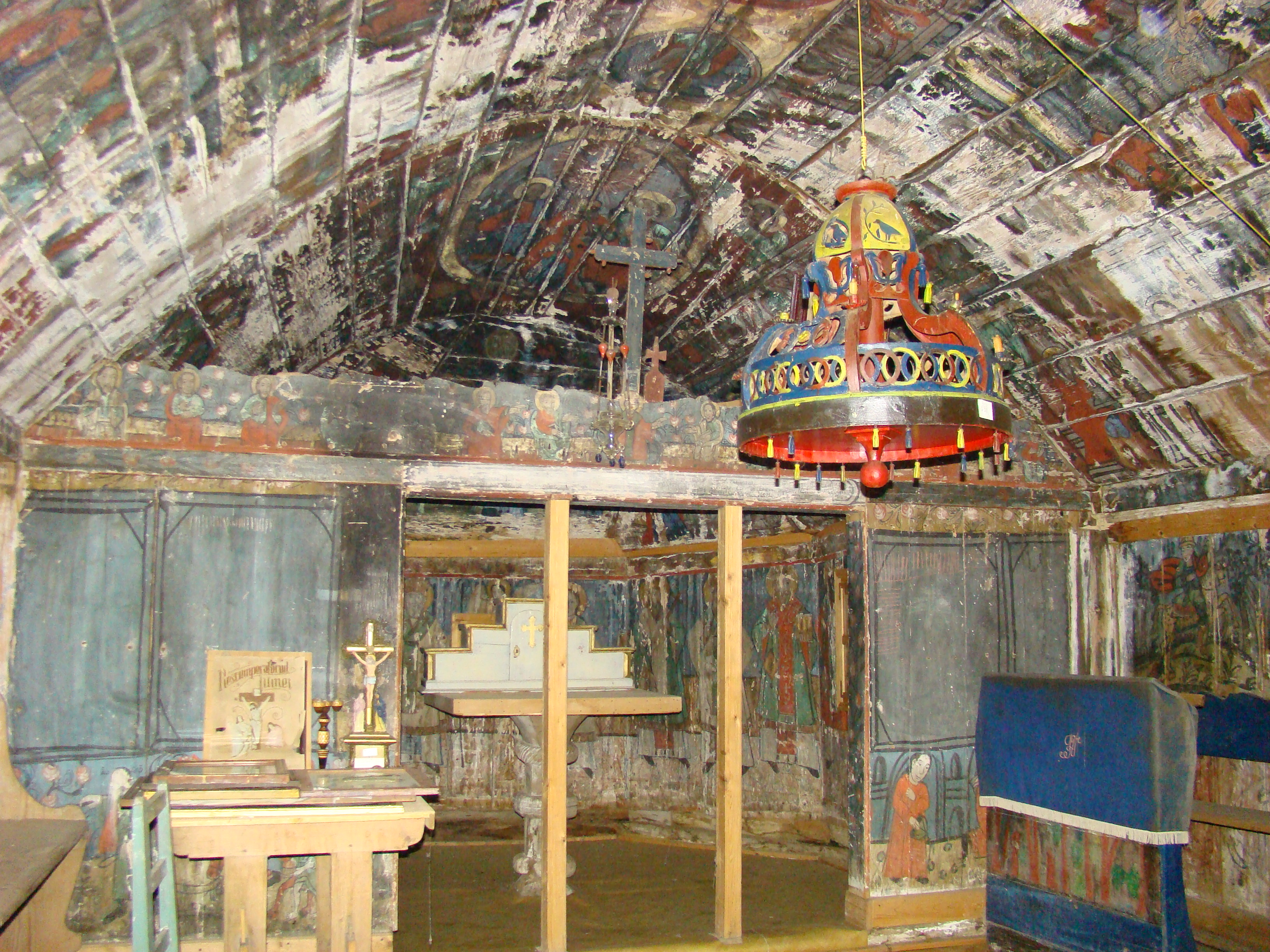
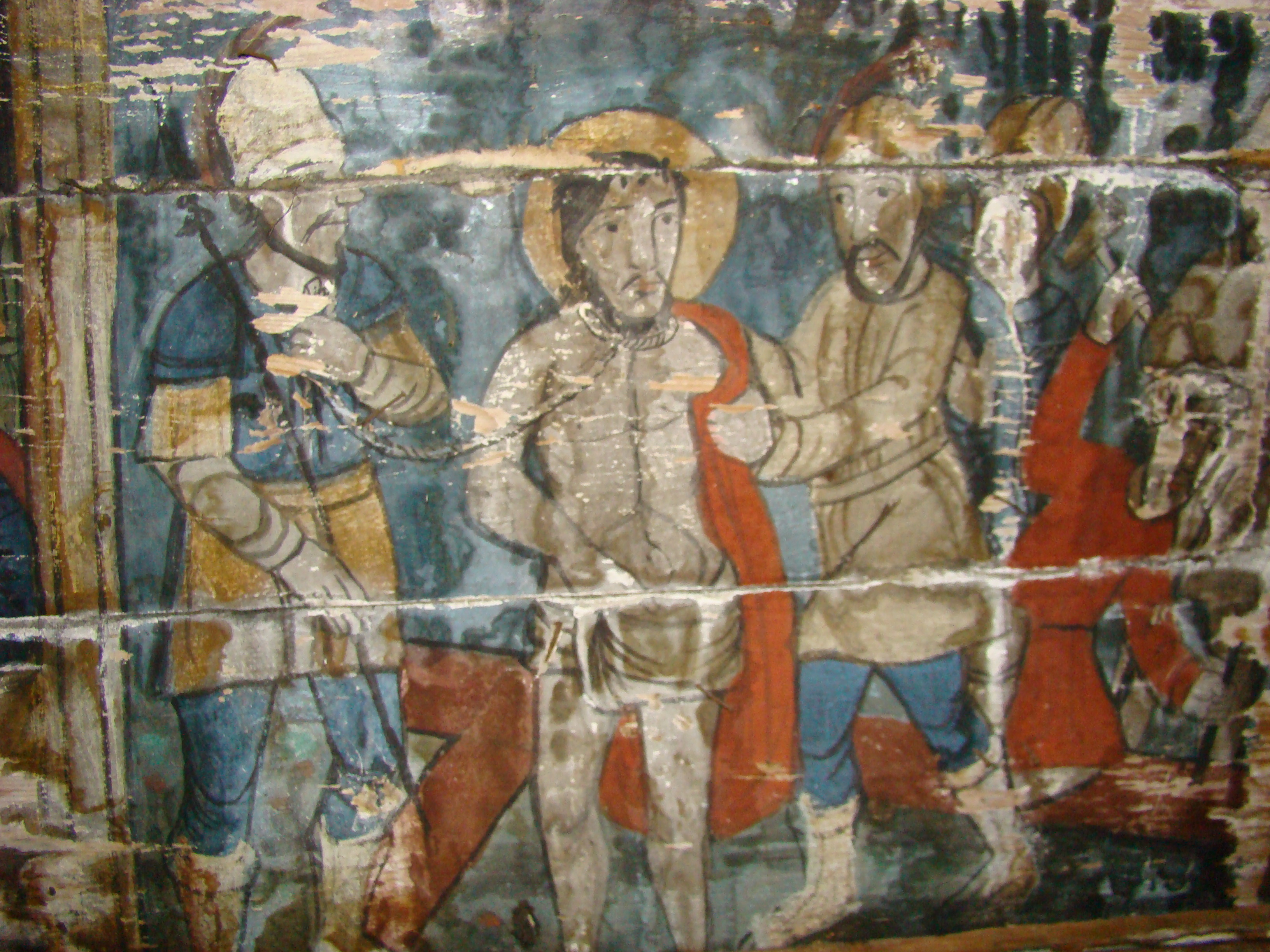
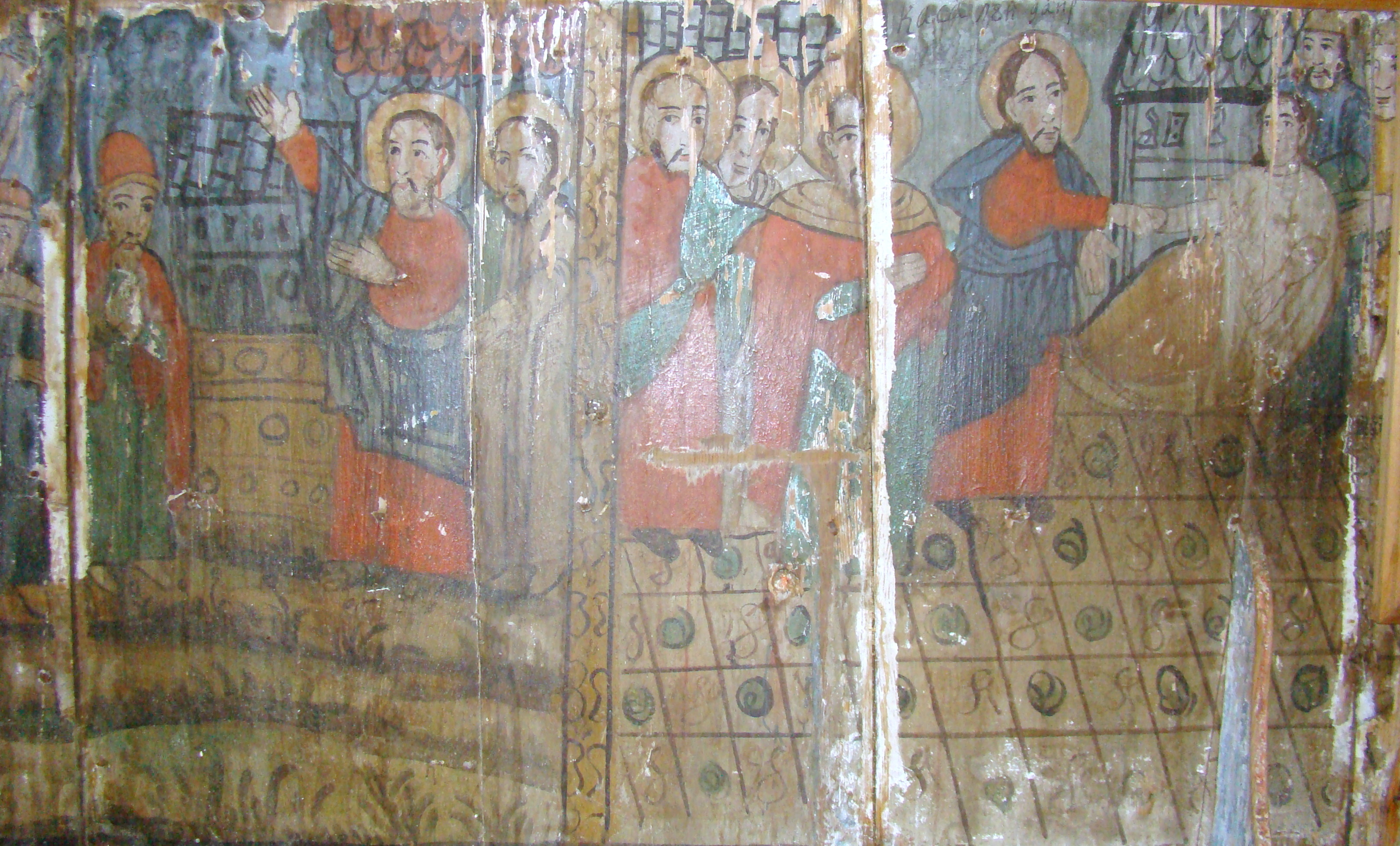
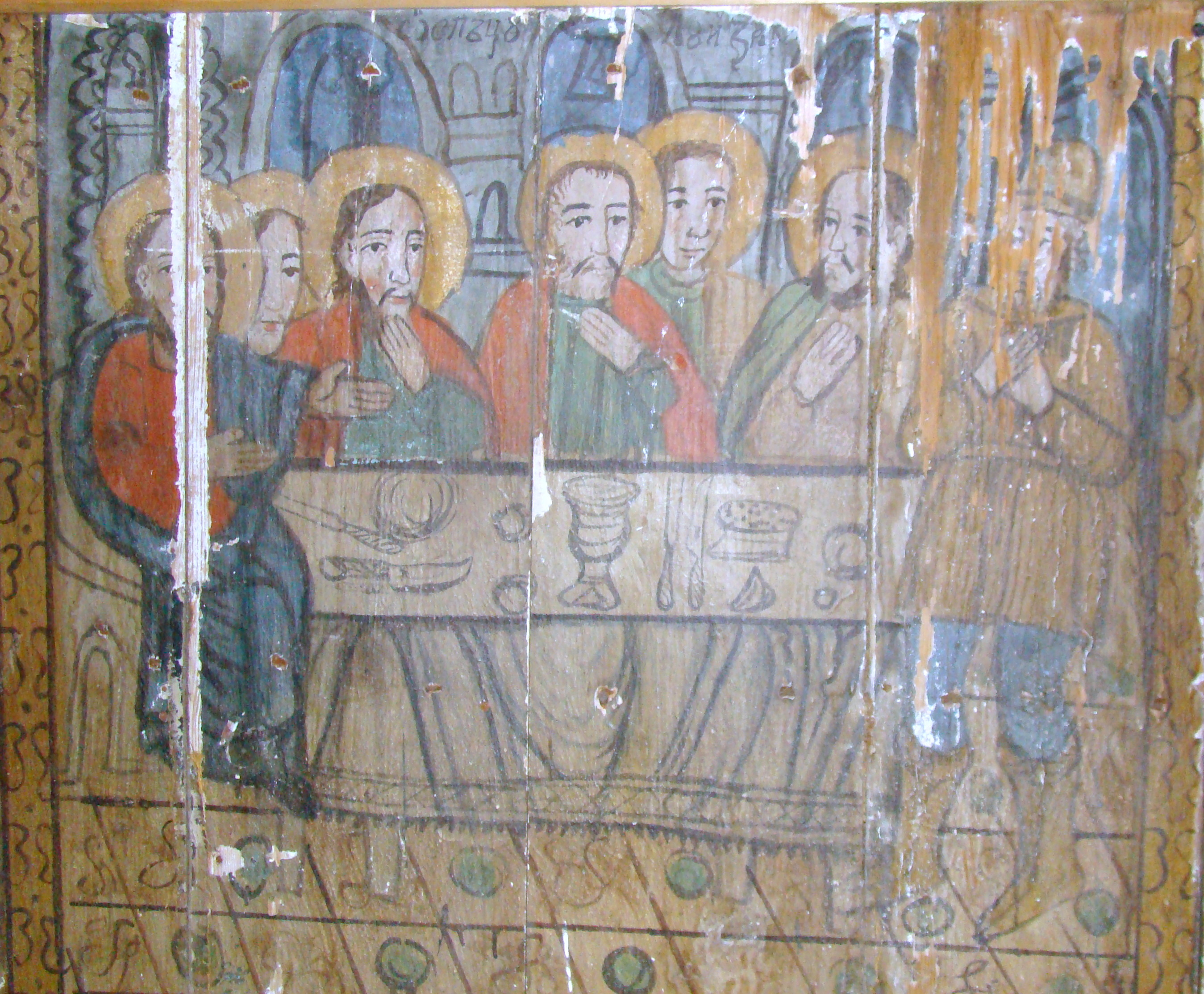
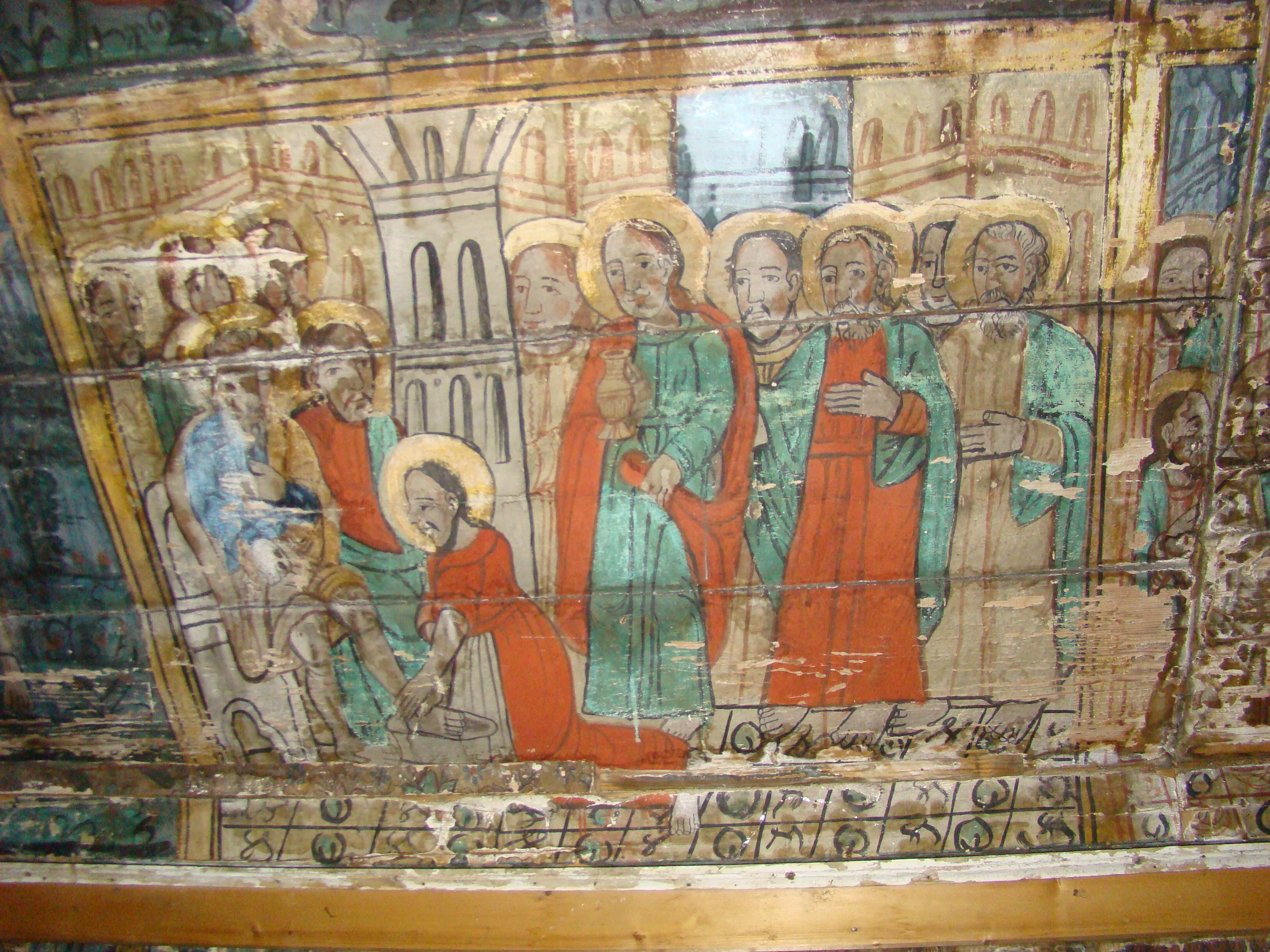
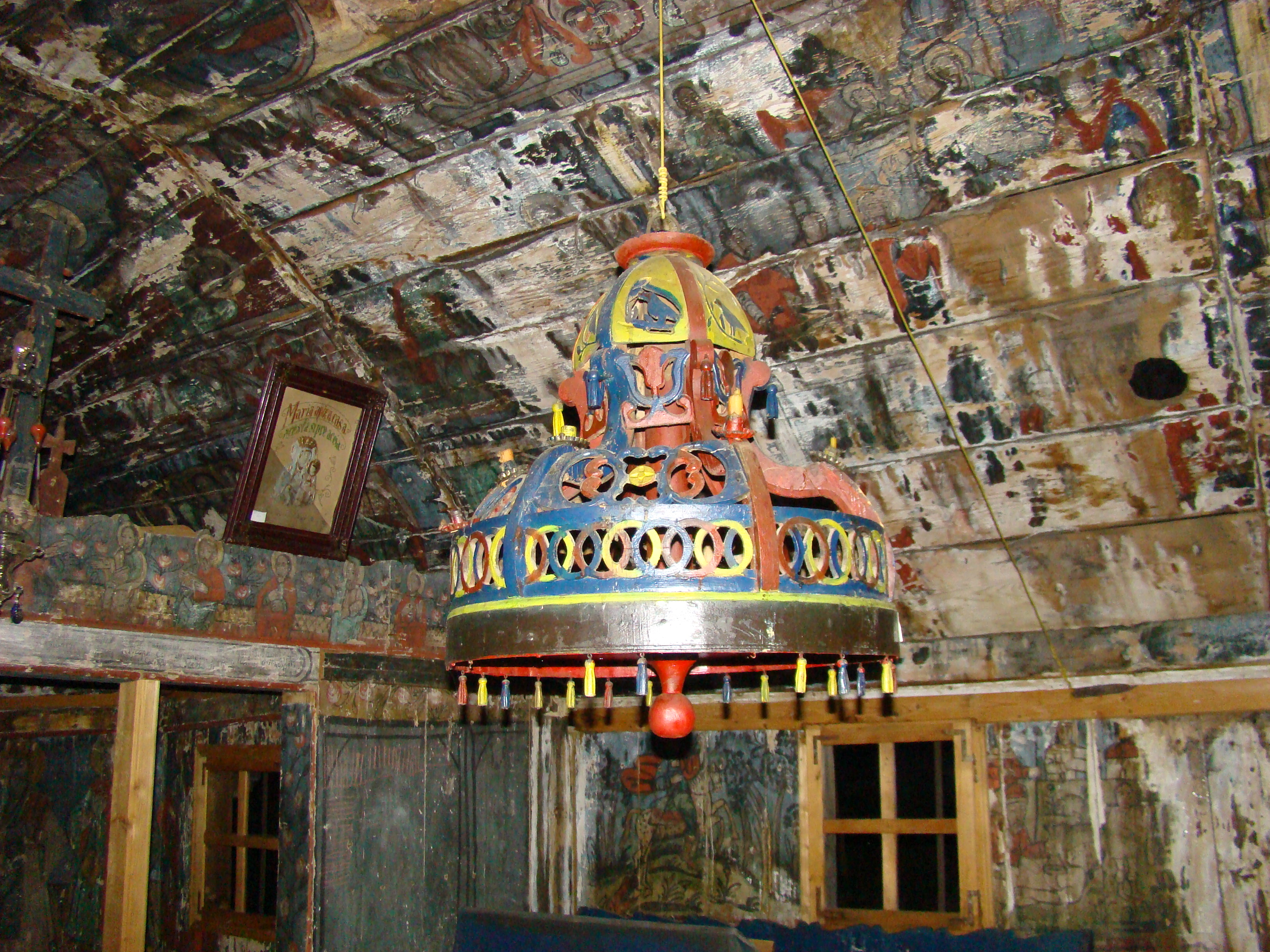
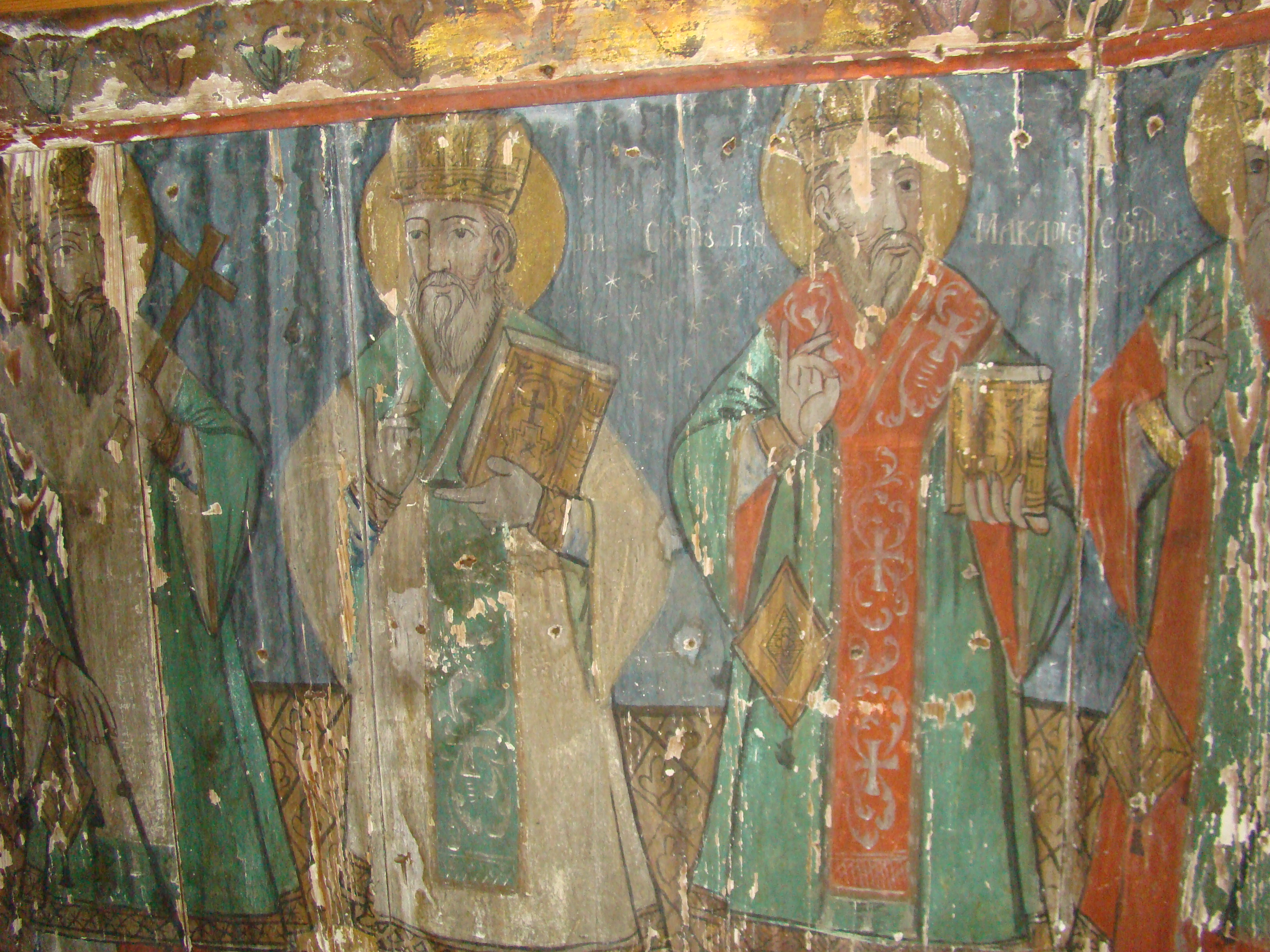
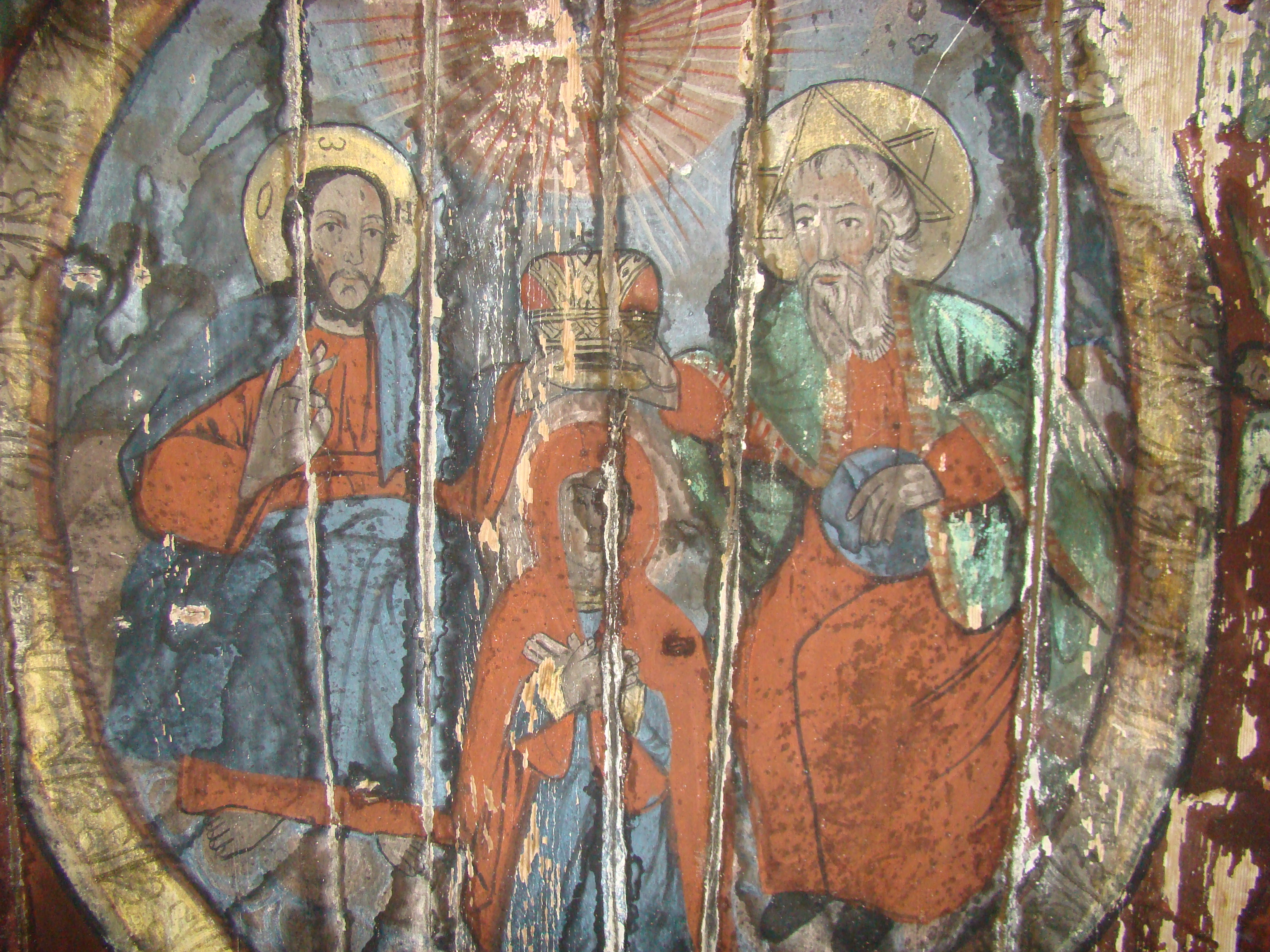
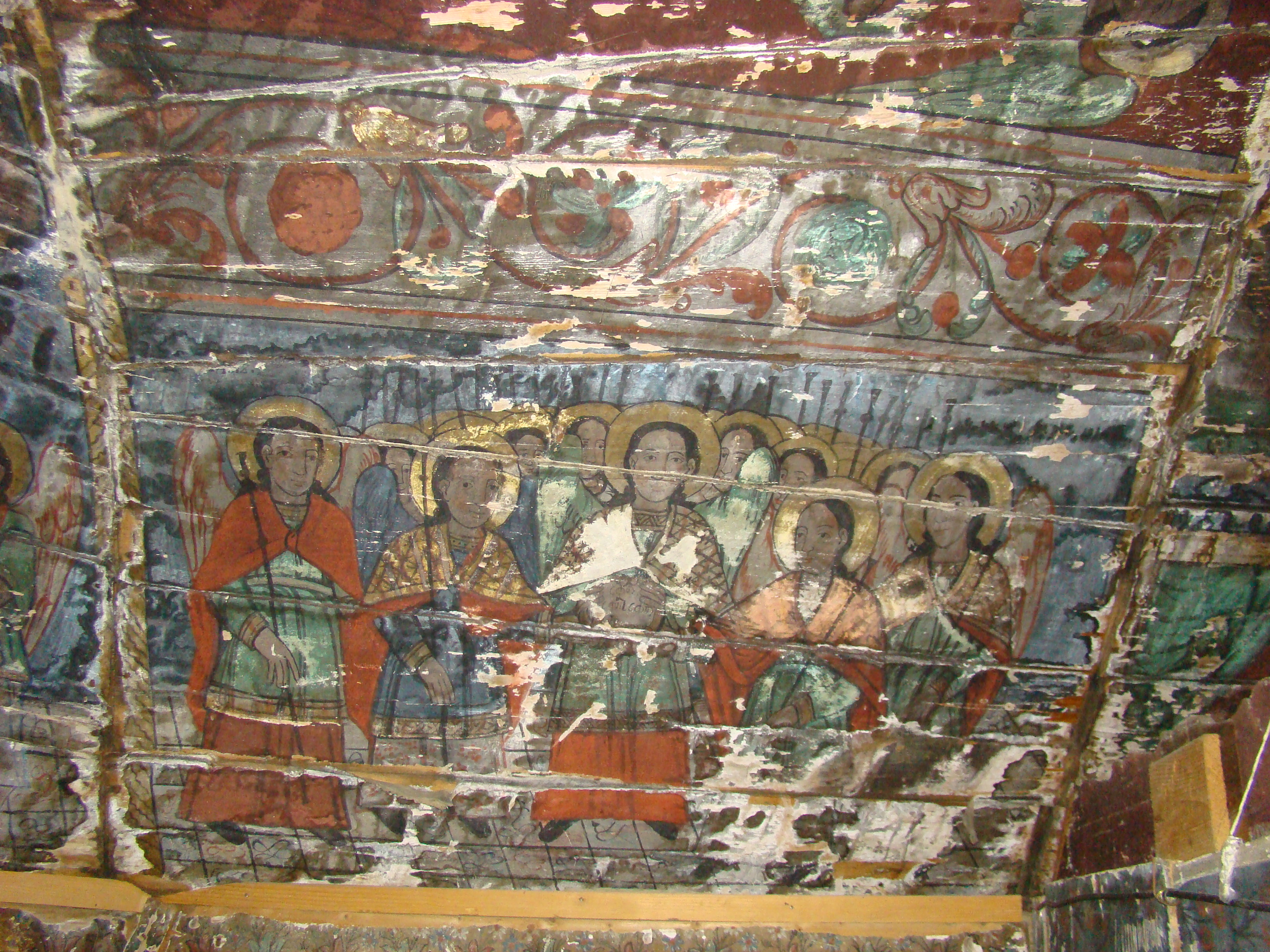
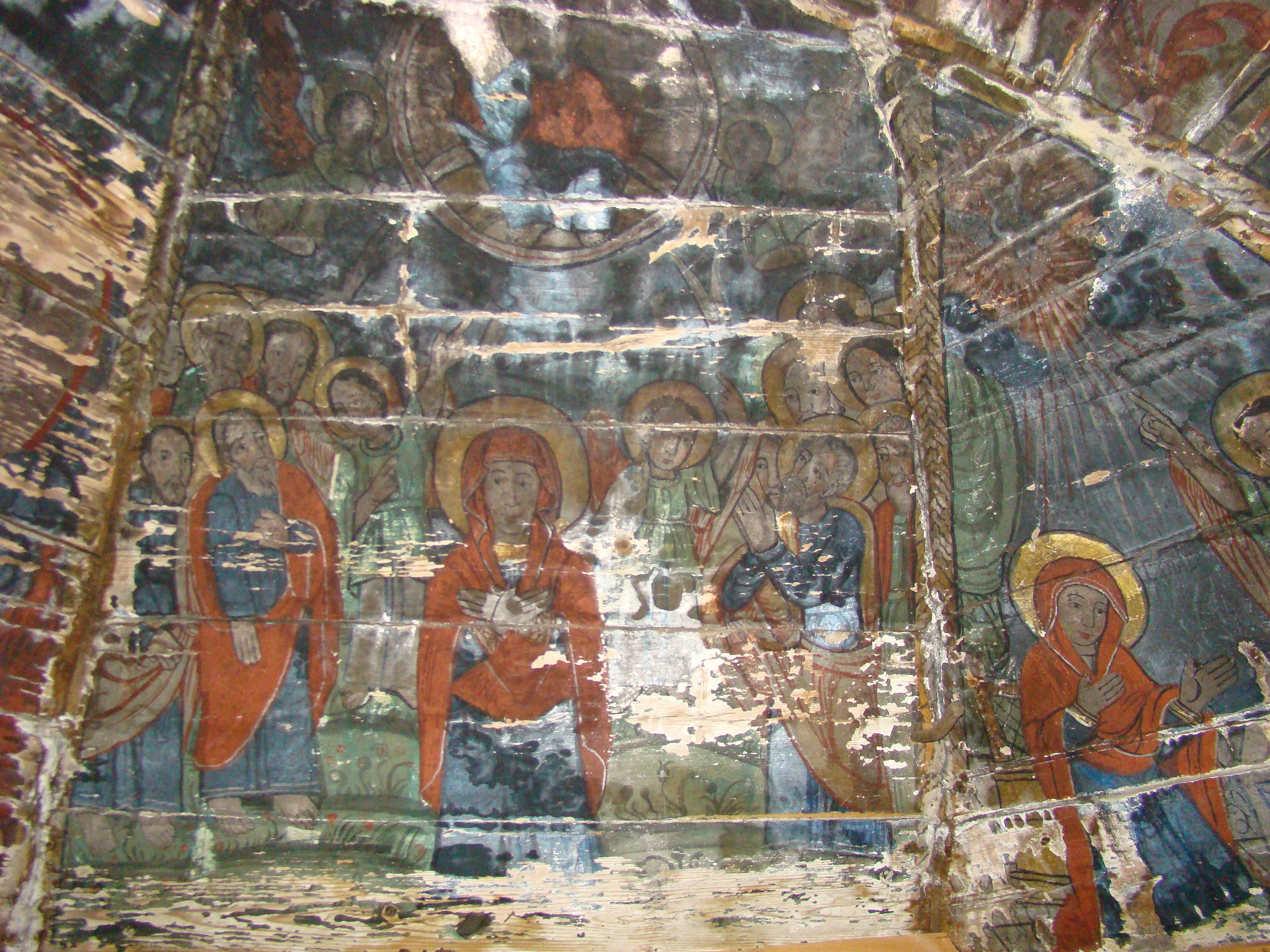